# 連結器
連結器（れんけつき、Coupler）は、鉄道において鉄道車両同士を結合し、牽引時の引張力および制動時や推進運転時の圧縮力を伝達する装置である。

## 連結器の機能
連結器に要求される機能は、おおよそ以下の通りである。
引張力の伝達・連結の確実さ
車両間の引張力を伝達することが、連結器の基本的な機能である。機関車が被牽引車（客車と貨車。以下、客貨車と略）を牽引する列車であれば、機関車と次の客貨車との間に最大の引張力がかかる。特に上り勾配や加速中にはさらに大きな力がかかるため、これに充分耐えられる強度が要求される。また大事故につながる危険があるため、連結が解けて列車が分離する事故（列車分離）は絶対に避けなければならない。そのため、強度だけではなく、一部の部品が壊れても連結が解けない機能を持たせる信頼性設計が必要となる。
容易な連結・解放
前述の「引張力の伝達・連結の確実さ」と相反する要素であるが、連結器は車両の増解結が容易かつ確実に実施できなければならない。但し、日常的に編成が固定されている車両同士（多くの新幹線車両のような固定編成や、通勤電車のMM’ユニットなど）においてはこの限りではない。
圧縮力と衝撃力の吸収
下り勾配、減速中、連結時、列車の中間や最後尾に補助機関車が付く場合などには、推進（圧縮）力を受けるので、これに耐えられる強度が要求される。その他、客車では乗り心地向上、貨車では荷崩れ防止、そして何より安全確保のため、車両の連結や運転中に生ずる衝撃による前後衝動を吸収し、車体が両側から押されて持ち上がったり破壊されたり（座屈）しないよう、緩衝装置が設けられる。
左右・上下動への対応
列車が曲線や分岐器などを通過する際には、前後の車両が互いに各方向に傾き、勾配進入時には、上下動（車体を支えるばねの伸び縮み）や荷重による車体の沈み具合によって高さに食い違いが発生するのでこれらに対応する性能も求められる。

## 連結器の種類・用途等
車端（エンドビーム=端梁）に取り付け、別の車両との連結・解放に使用する「連結器」（カップリング）と蒸気機関車（エンジン）と炭水車（テンダー）やユニット内の動力車同士をつなぐ「棒連結器」（ドロー・バー）や（旧式）電気機関車の複数の動力台車をつなぐ「中間連結装置」があるがこれらは頻繁に切り離すことがないので棒の両端をピンでとめ、必要な場合は別途適当な緩衝装置を設けて遊間を無くしたものなのでここでは様々な種類がある前者を中心に述べる。

### リンク式連結器
連結にリンク（鎖）機構を使用する連結器全般を指す。鉄道黎明期より使用されてきた連結器であり、「鎖式連結器」→「スリーリンク・カップリング（狭義の「リンク式」）」→「ねじ式連結器」というような進化を遂げている他、亜種にピン・リンク式連結器がある。いずれもリンクは引張力を伝達できるが推進力は伝達できないため、通常はこれとは別の緩衝器（バッファー）を設けて推進力の伝達を行う。
構造は単純であるが、連結時に人間がいちいち連結作業を行う手間があるほか、リンク部分を人の力で持ちあげられる程度の重量（約20.5 kgほど）に収める必要があるため、強度確保のために部品の断面積をいたずらに大きくすることが困難で、加わる力（引張力）は10 tから15 t付近が上限とされ、列車編成の長大化が困難であり、輸送力増強には障害となった。このため日本をはじめ、アメリカ合衆国やソビエト連邦（ロシア）を中心とする東欧圏、中国などでは、そのほとんどが自動連結器（後述）に置き換えられており、これらの国々では軽便鉄道など一部のみで用いられている。

#### 初期のリンク式連結器
鎖式連結器（chain coupling）
以降の形式と違い「鎖の先端」にフックがついているものでこれを相手の車両のバッファービームにかけて使用する。外れやすい欠点がある。
連環連結器（three-link coupling）
フックがバッファービームに固定され、ここに三連の鎖（中央の輪はただの鎖の輪でねじの機能はない）をかける構造。後述のねじ式連結器とほぼ同じ構造であり、互換性もあったのでイギリスなどでは旧式の貨物用や入換用の機関車では蒸気機関車末期でもこれを交換せずに使用していたものがある。
日本ではこれをただ単に「リンク式連結器」と呼ぶケースもある ので注意が必要である。

#### ねじ式連結器

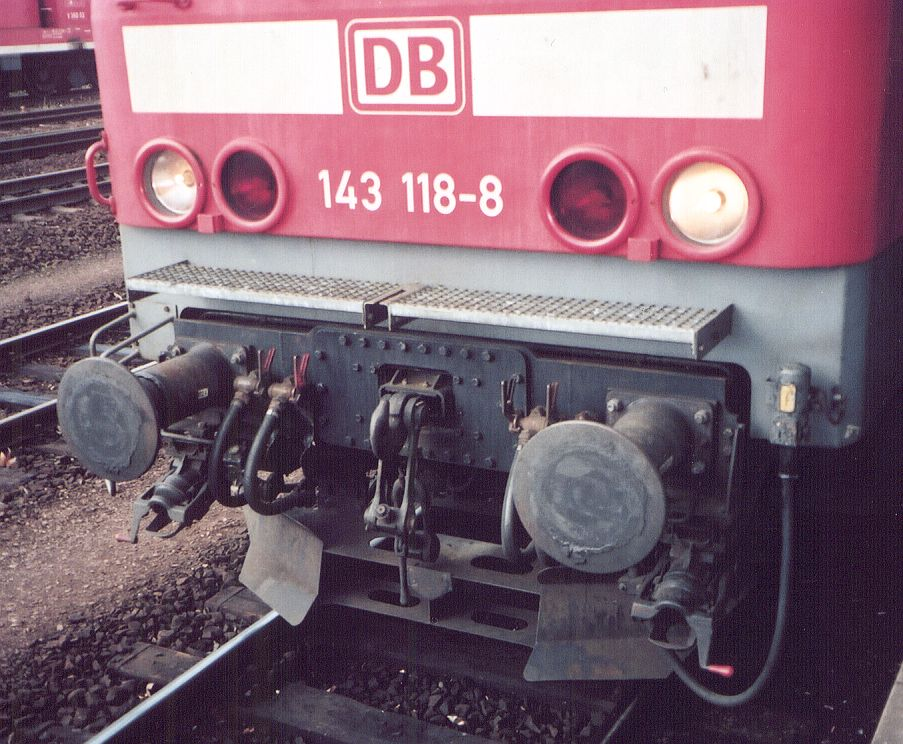
ねじ式連結器と緩衝器

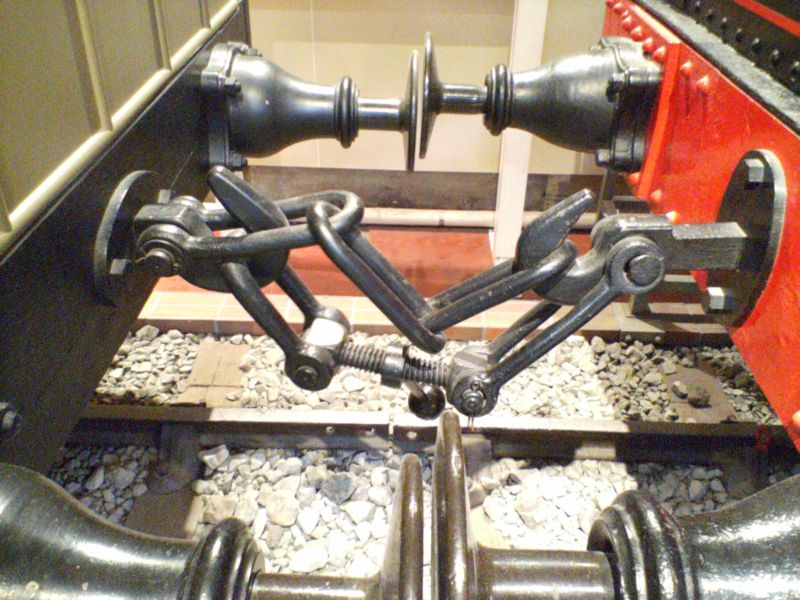
連結状態
（左の客車側は連環連結器）

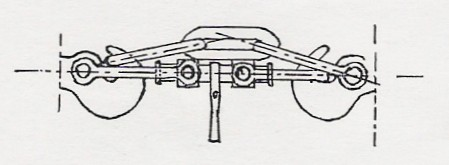
螺旋連結器と連環連結器の複式連結

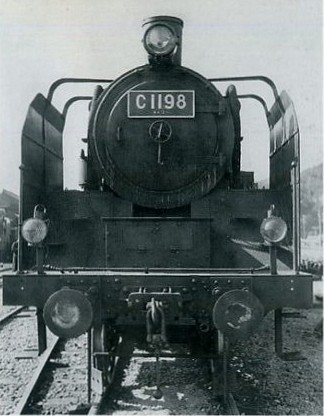
C11のねじ式連結器。1934年 - 1940年にかけ孤立してねじ式連結器を使用した紀勢中線用に、特に改造された事例

「screw coupling」の直訳で、「ネジ式連結器」や「螺旋（らせん）連結器」とも呼ばれる。連環連結器の改良型で、車両に付いたフックに車両に付いた鎖で止めるという構造は同じだが、この鎖の中央部分がねじ棒（ターンバックル）で鎖のたるみをなくすようになっており、これによって引き出し時の衝動が抑えられる。
連結器は車端中央に配置されて引張力を伝達し、推進力は車端に配置された緩衝器（バッファー）を介して伝達される。バッファーは標準軌においては車端中央に設けられたフックの左右に1基ずつ設置される（2本バッファー方式）が、この構造では急カーブを曲がれなくなるので、ノルウェーで急カーブを想定した1,067 mmの狭軌路線開業時に中央に1本だけバッファーのあるセンターバッファー方式（Norwegian coupling）が考案され、ナローゲージ（南アフリカ・ニュージーランド・インドネシアなど）ではこちらが主流になっている（日本は例外的に2本バッファー方式）。
なお、日本でも私鉄ではセンターバッファー方式を伊豫鉄道（現在：伊予鉄道）が採用しており（車端中央のフック直上に1基のみ設置という形式）、また、センターバッファー方式でもイギリスのウェルシュプール＆サンフェア軽便鉄道（Welshpool and Llanfair Light Railway）やマン島鉄道（Isle of Man Railway）、などの「中央にバッファー・左右にリンクorねじ式連結器1本ずつ」などの例がある、他にも2本バッファーならぬストックトン＆ダーリントン鉄道の「フックは中央だがバッファーが逆台形に4つ」という4本バッファーの例もある。
前述のように連環連結器と連結が可能なことを生かし、螺旋連環連結器として両者を同時にかけることもあり、1900年以前から客車の写真の多くが、一方に螺旋連結器、他方に連環連結器を装備している状態だったが、日本の国有鉄道（当時は逓信省）では1900年（明治33年）10月の鉄道建設規程第42条でこれを正式として「車両の連結は総て複式連結の装置とし、その一は螺旋連結器とを要す」と定められ、片方の車両からのみ鎖をかけた場合や双方かかっていても連環連結器同士では連結してはいけないことになり 、一方から螺旋連結器を相手のフックに掛け渡して締めつけたあと、さらにその上から他方の連環連結器（螺旋連結器）をフックに掛ける手順になった。
この方式は万一螺旋連結器が破損しても連環連結器により列車分離事故を防ぐことができるが、作業が二度手間になることや、車両の螺旋連結器を装着している側と連環連結器を装着している側が対向していなければならないといった制約がある。この手間が後の自動連結器への付け替えの一要因ともなった。
日本では、鉄道省（国鉄）が1925年（大正14年）に全国一斉の自動連結器への交換を実施したため（詳細は下記#自動連結器化）、ねじ式連結器はほとんど使用されていない。国鉄等で標準的に採用されていたバッファーを左右に装着するタイプの連結器は、博物館明治村に動態保存されている明治時代の蒸気機関車・客車で、現役の姿を見ることができる。また、2001年（平成13年）には、伊予鉄道が開業時の蒸気機関車と客車を模した「坊っちゃん列車」の運行を開始し、車端中央部に1基のみ緩衝器を備えるタイプが復活した。
ヨーロッパ全域と中東地域のトルコ、イラン、シリアの大半やアフリカのエジプト、チュニジア、アルジェリア、モロッコなど数か国、南米のアルゼンチン、ウルグアイ、パラグアイの狭軌路線以外とチリの一部車両では21世紀現在もユニット編成の電車や高速鉄道車両を除き広く使用されている。

##### 連結・解放のしくみ

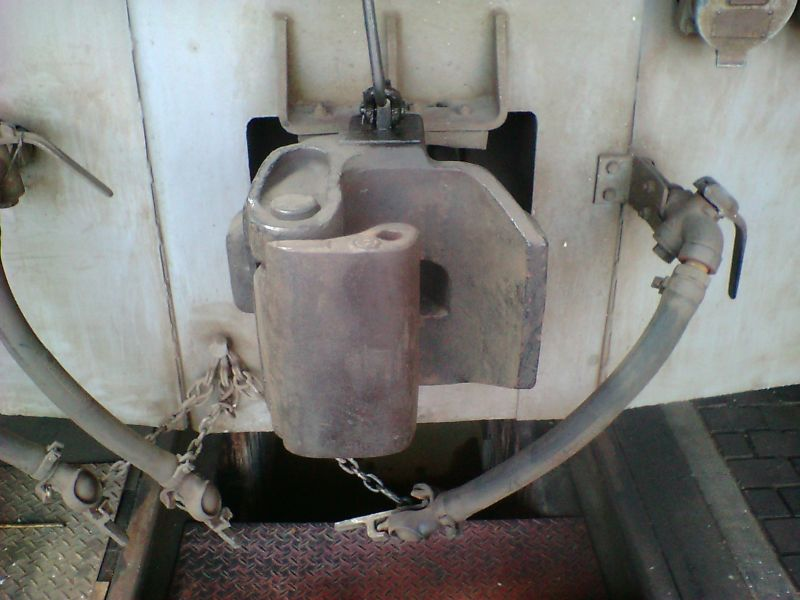
錠掛け位置
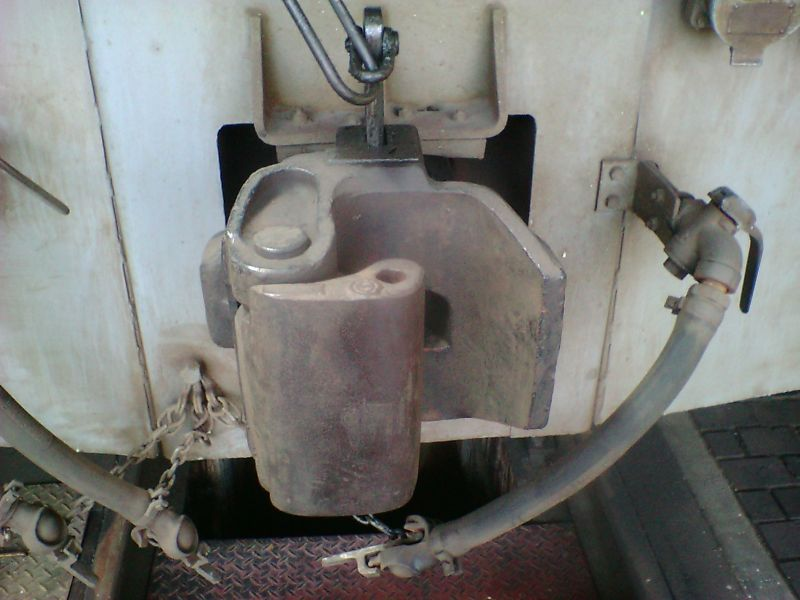
錠控え位置

1. 緩衝器同士を接触させ、やや圧縮させた状態で双方の車両を静止させる。
2. 一方の車両の格納用フックに掛けて格納してあるリンクを、相手側フックに掛け渡す。
3. リンクの中間にあるねじ機構は、ターンバックルと同様に右ねじと左ねじを組み合わせた構造となっており、ハンドルを正面から見て右方向に回すとリンクは短くなり、引張状態となれば連結状態である。原則連結器のたるみはない状態にしてリンクを緊張させ、前後の車両のバッファーが触れ合う状態にする[注釈 4]。
4. 切り離し時はハンドルを左方向に回し、リンクをゆるめ、格納用フックに掛けて格納すると、切り離し完了となる。

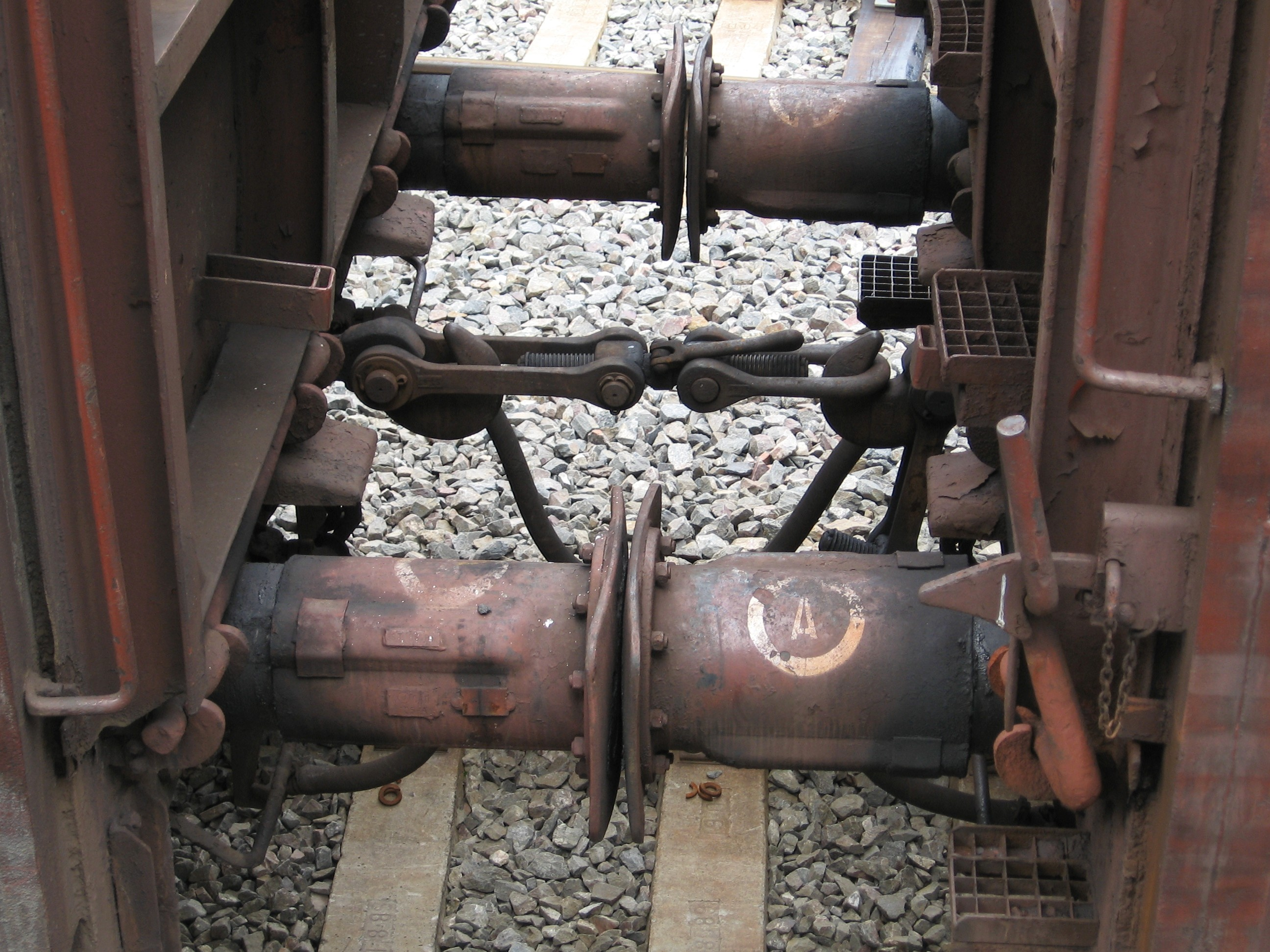
連結状態 左側車両のリンクを使用 右側車両のリンクは格納
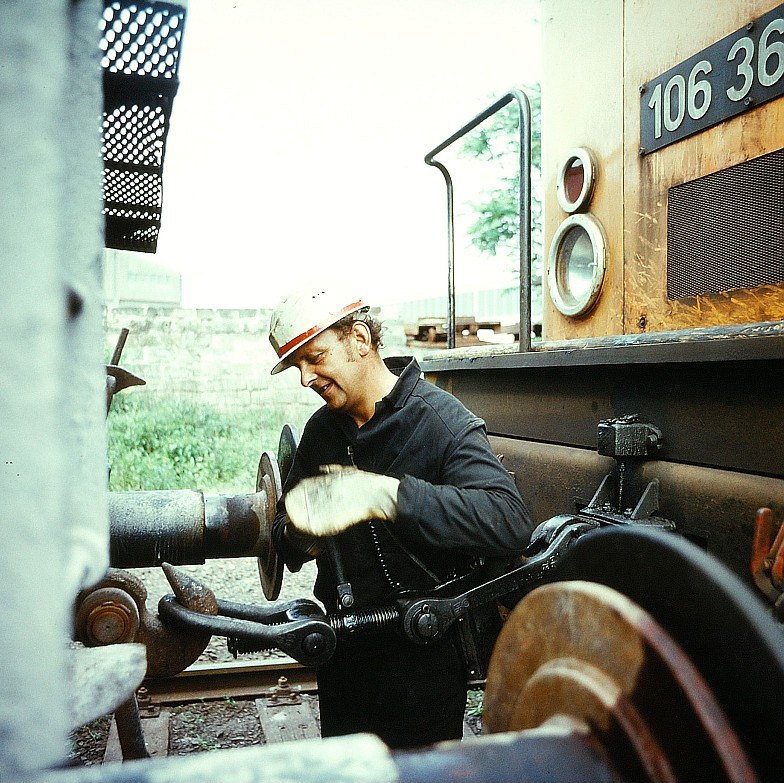
ねじ機構のハンドルを回す
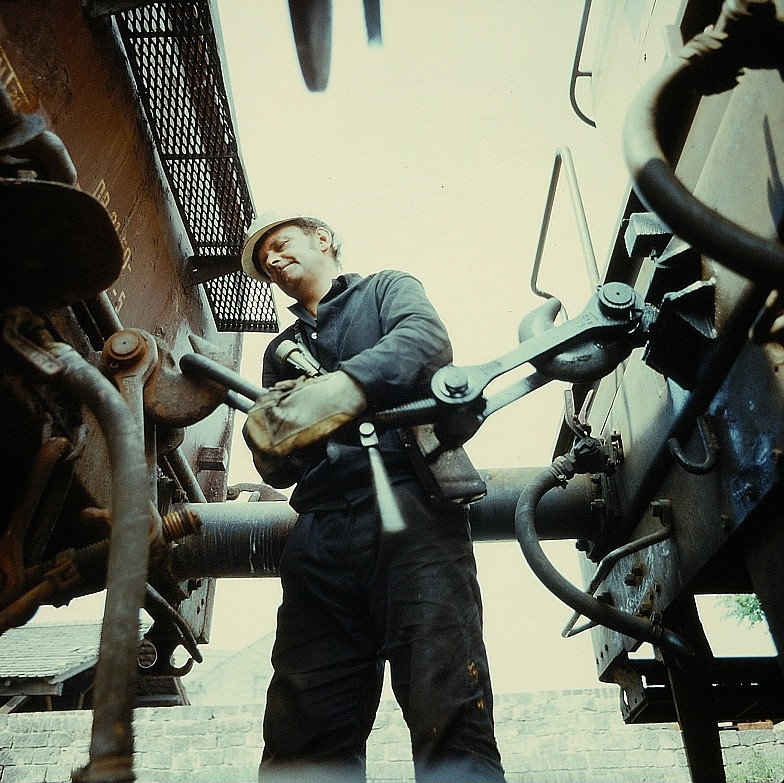
リンクを持ち上げる

#### ピン・リンク式連結器
名前が似ているが狭義のリンク式連結器（three-link coupling、連環連結器）とは全く構造が異なり、フックがなくリンクとピンによって連結する連結器である。通常、先端に穴が空いた四角または楕円形の受け板があり、リンクを穴に差し込み、落とし込みピンを入れて連結する。リンクが固定式の場合は連結方向が限られる。構造は非常に簡単だが、連結時にピン挿入の手間がかかり、また強度が低いため、ごく簡易な用途にしか使用できない。アメリカ合衆国では黎明期によく使用されたが前述の問題により、1889年「鉄道安全器具法 (Railway Safety Appliance Act)」が制定されて空気ブレーキと自動連結器（ジャニー式）の装備が義務化され、少なくとも連結器は1891年から自連への置き換えが始まり、10年間かけて117万6,599両の取り換えを終了した 。その後は簡便さゆえに軽便鉄道や産業鉄道向けで世界中で使用され、現在のフォークリフトにもその機構の名残といえる落とし込みピンによる連結機能が残されるなど、広範囲に普及している連結器である。日本の営業路線でこのタイプの連結器が現存するのは黒部峡谷鉄道のみである。
構造上自動連結器より厚みを薄くできるので、様々な車両に対応できるように取付位置の高さが何段階にも変更できるものもあった（見た目はスリットが縦にいくつも並んだような構造で任意のスリットにリンクを差し込む）。
ピン支持部、落とし込みピン、リンクを大型化し、ピン支持部の下に設置した幅広のバッファで押し合う構造の連結器も存在し、こちらは低規格であっても大きな牽引力を要求される鉱山鉄道などで使用された。例えば、明神電車ではこの種の連結器が客車にまで使用されていた。栗原鉄道など一部の鉄道事業者では垂直方向にリンクを使用する連結器が使用され、この構造はピンの落とし込みができないため、ピンに関節を設けて抜け止めとしていた。また日本では、出所不明ながら車端中央の緩衝器の下に可動式で先端がフォーク状になったアームを伸ばし、車両の連結時に双方から伸びたアームの固定穴の位置を合わせ、ボルトを水平方向に通してナットで固定することで2本のアームを固定し牽引力の伝達を可能とする、特異かつ非効率的な構造の連結器が鞆鉄道や湘南軌道などで使用されていたことが確認されている。
書類上この連結器は「中央緩衝連結器」と呼称するが、受け板の形状などから、俗に朝顔型連結器ともいわれる。公刊書籍・雑誌でのこの呼称の初出は1950年代の鉄道模型趣味誌であったとみられている。

### 自動連結器
連結器同士を接触させるだけで自動的に連結され（「自動連結器」の「自動」とはこのことを指す）、解放てこを動かすだけで解放できる、取り扱いが容易な連結器である。現在のアメリカ合衆国・カナダ・ロシア・中国などで一般的に用いられている。日本では機関車・客車・貨車などで広く用いられている。略して自連（じれん）と呼ばれる。
最初の自動連結器は、1868年にアメリカ合衆国の発明家イーライ・ジャニー (Eli H. Janney) によって、人が手と手を組み合わせた形をヒントに考案され、1873年にアメリカ合衆国特許が取得された。開発当時、アメリカでは原始的なピン・リンク式連結器と手ブレーキが使用されていたが、1880年代にアリゾナ州が安全性確保の見地から、州法により自動連結器と自動空気ブレーキの採用を義務化して以降、急速にこの2つの機構が普及した。1893年には、当時のハリソン大統領がこれらの装着を義務づける連邦法法案（鉄道安全装置法 Railroad Safety Appliance Act）に署名し、連結器とブレーキシステムの統一が完了した。
ジャニー式の自動連結器はアメリカ鉄道協会 (AAR、Association of American Railroads) 規格に制定されており、この系譜に属する連結器は世界の自動連結器の多数を占める。「ナックル（肘）」、「ナックルピン」、「錠」によって構成される連結器でナックルピンを軸にナックルが回転し、錠がナックルを固定することでナックル同士が引っかかり、車両が連結される。単純な構造で大きな牽引力に耐える実用的な方式である。錠と解放てこの位置の違いによって上作用式と下作用式に分けられ、機関車・貨車は、てこの取り回しがしやすい上作用式が、客車などの旅客車では、貫通路の渡り板に抵触しない下作用式が多く用いられる。
標準の高さは、AARにおいては空車時850 mm（32.5 in）±25 mm（1 in）、積車時830 mm±25 mmとしており、日本など大多数の採用国の高さもこれに準拠しているが、インドの広軌線の、元のねじ連結器中心高に合わせた1,100 mm前後、全国自動連結器化以前の北海道及び1944年（昭和19年）以前の樺太庁の660 mm - 700 mmなどの例外もある。
ナックル可動のジャニー式とは異なる原理で設計された自動連結器として、イギリスで開発されたウィリソン式連結器（Williston Coupler, ウィルソン式とも）がある。こちらはナックル部分が動かず、ジャニー式と機構が全く異なっていて、相互の互換性もない。ウィリソン式連結器はイングランドのダービーのジョン・ウィリソン（John Willison）によって特許が取得された（アメリカ合衆国で1910年出願、1916年米特許取得）。。ドイツのクノール社（Knorr）はウィリソン式を購入して自国の重量列車とパリのいくつかの近郊列車で使用したが、その後このタイプを大規模に採用しているのは第二次世界大戦後のソビエト連邦とその後身であるロシアなどの諸国で、改良のうえ「SA3形連結器」として使用している。日本では日立製作所がパテントの利用権を取得して製造販売し、越後交通栃尾線や日本鉱業佐賀関鉄道などの軽便鉄道や工事用トロッコで使用された。

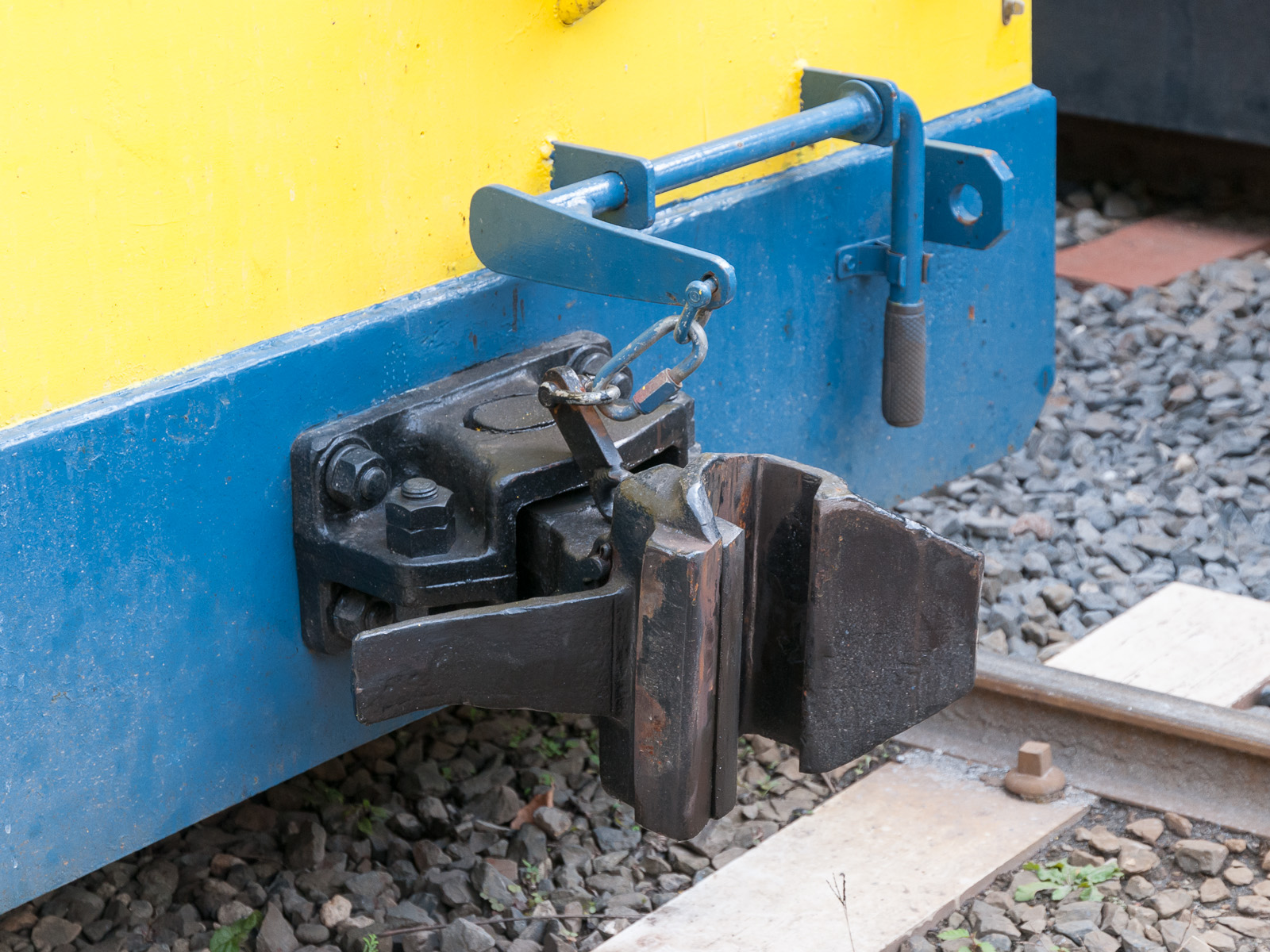
日立製ウィリソン式連結器
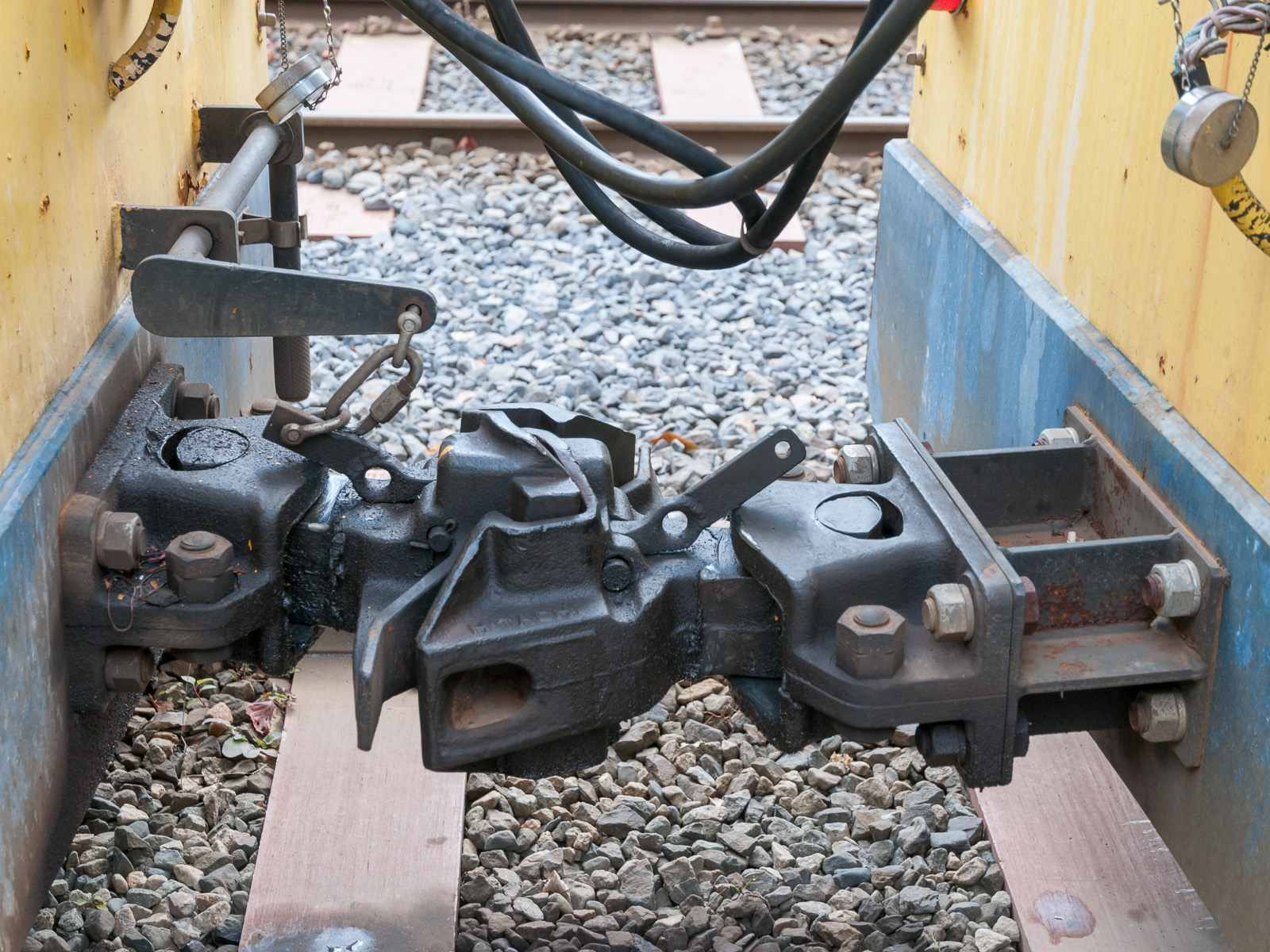
日立製ウィリソン式連結器-連結状態

### 主な自動連結器

#### ジャニー式連結器

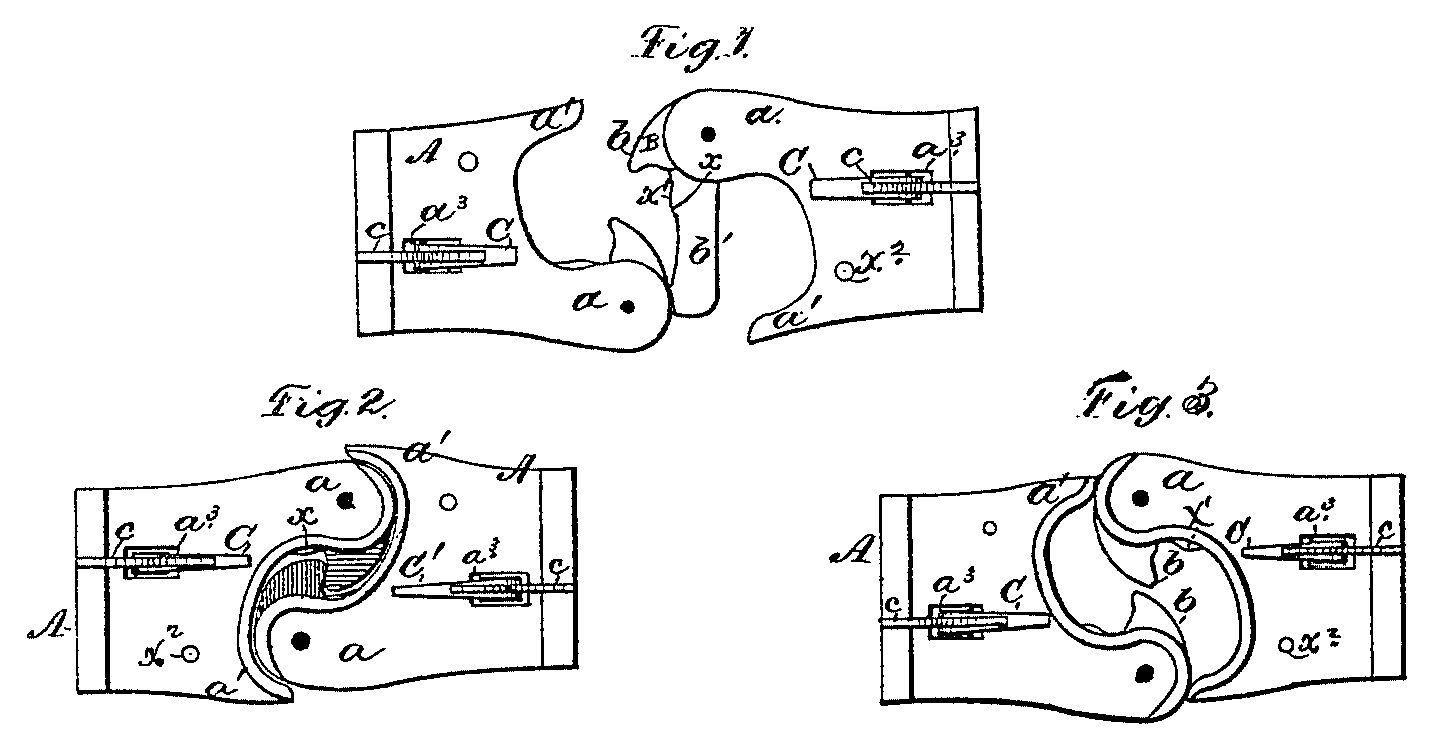
ジャニー式自動連結器を上から見た図

ジャニー式連結器は最初期の商業的に成功した自動ナックル連結器で1873年にイーライ・ジャニーによって特許が取得された。AARではこれらはMCB連結器 (Master Car Builders Association) として知られる。
イギリスでは客車の一部車両が装備して“バックアイ連結器”として知られる（オハイオ州コロンバスのバックアイ・スティール・キャスティングスによって1890年から製造されたことに由来）。
AAR/APTA E型、F型とH型 タイトロック連結器は全てナックル連結器と互換性があるが、（貨車、タンク車、ロータリーホッパー、客車など）専用の車種だけが対応する。タイトロック連結器は第ニ次世界大戦後の日本における密着自動連結器に相当し、原型は1930年代にアメリカで実用化された（特許事例1935年出願、1939年公開）。

##### 連結・解放のしくみ
ジャニー式の系譜に属するナックル可動の自動連結器には、「錠掛け」、「錠控え」、「錠揚げ」の3つの状態がある（自動連結器の3作用という）。連結作業では、少なくとも一方の連結器が「錠揚げ」位置で、ナックルが開いていなければならない。一方、切り離し作業ではナックルは開かないが、フリーな状態である「錠控え」位置で作業される。作業中は両方の状態で錠の解除状態が維持される。
次の画像は、日本の並形自動連結器（上作用式）を例として、自動連結器の各状態を示したものである。錠控え位置・錠揚げ位置では、連結器根元上部の錠が飛び出しており、錠が解除されている事が確認できる。
錠掛け位置
連結中ナックルが閉じて錠が入り固定されている状態。運転中の振動にも決して連結は外れない。
錠控え位置
解放てこの操作により、錠が解除されてナックルがフリーになった状態。車両を引き離すことでナックルが開く。錠が落ちずにとまった状態になり、そのまま切り離しができる。
錠揚げ位置
ナックルが開いて連結可能な状態。てこを一番上にまで持ち上げたとき、錠がはずれると共にナックルが開く。一方または両方の連結器をこの状態で押しつけると、ナックルが閉じて錠が落ち、錠掛け位置となる。
- 錠掛け位置
- 錠控え位置

#### SA3形連結器

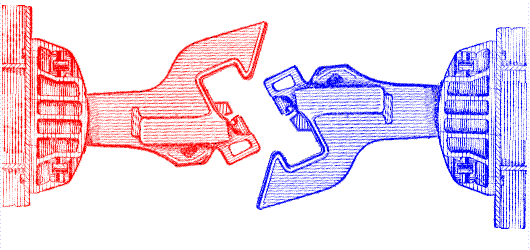
SA-3形連結器の模式図
作動の様子を説明するアニメーションはここをクリック

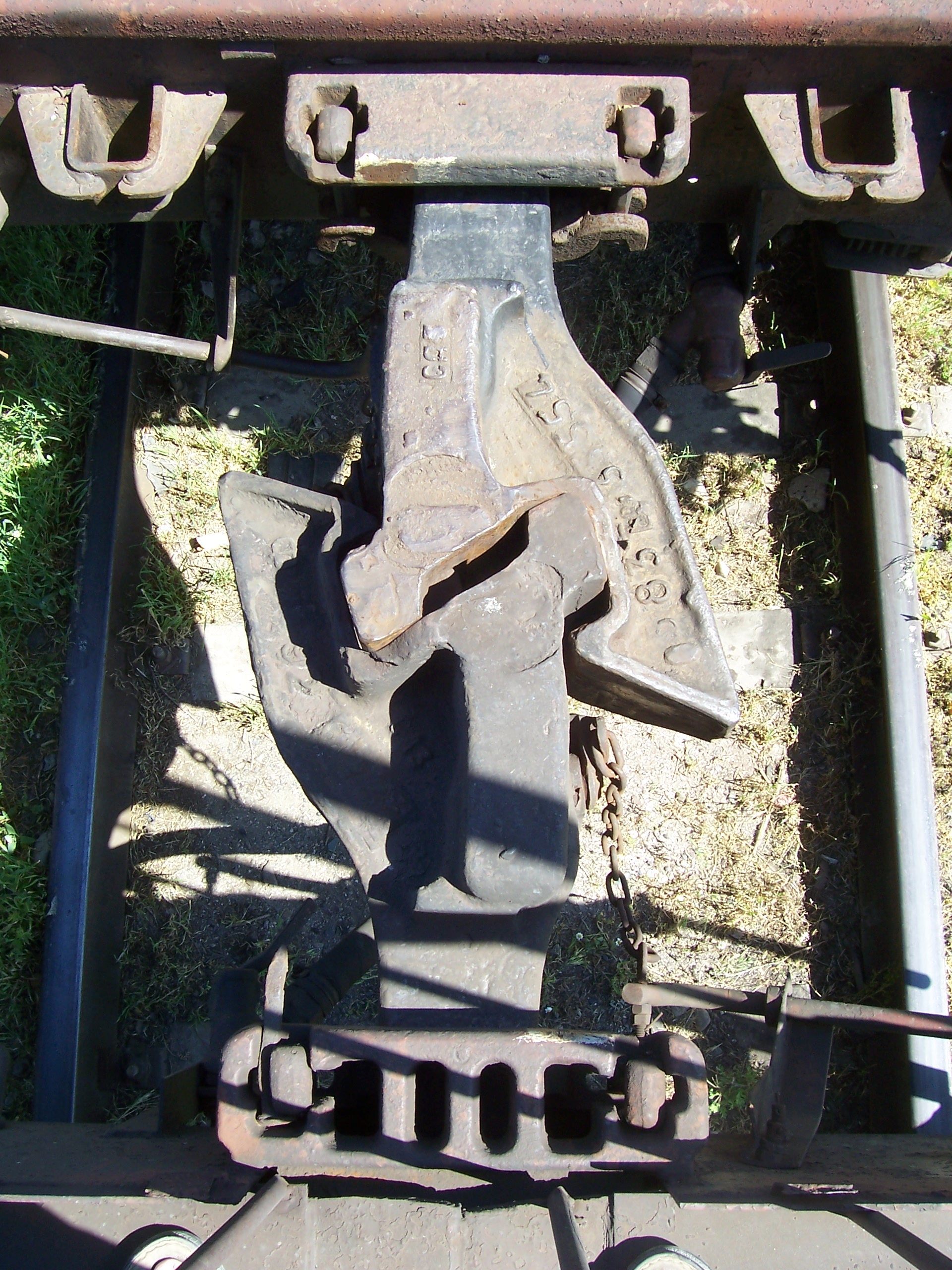
ロシア製のSA-3形連結器

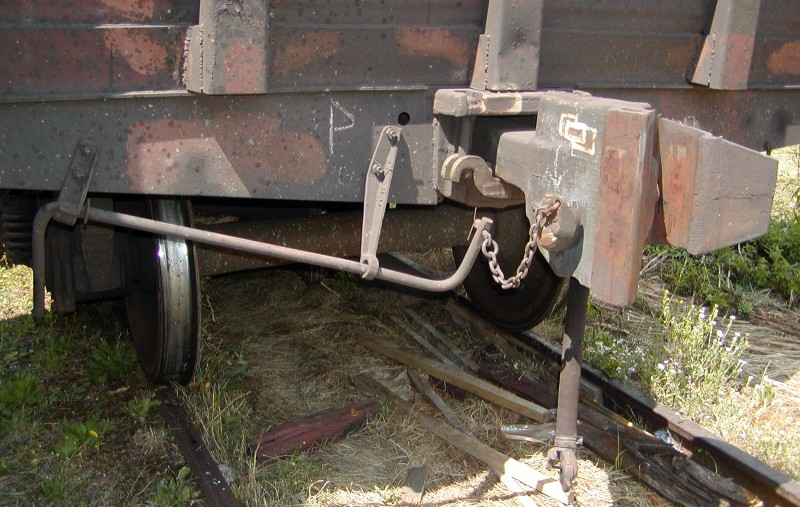
解放されたSA-3形連結器

SA3形連結器はウィリソン式自動連結器の系譜上にある自動連結器で、ロシアほか旧ソビエト連邦構成国で主に使用される連結器である。
ロシアの鉄道は草創期の19世紀から20世紀前半にかけ欧州型（イギリス型）のねじ式連結器が用いられてきたが、牽引量の制約、バッファーによる連結、解放作業時の事故などの制約を抱え、北アメリカのジャニー式連結器のような自動的な連結が不可能なことは、他のねじ式連結器採用国と同じであった。ロシア帝国時代の1898年から連結器問題が俎上に挙げられたものの、ロシア革命後に至るまで長く規格変更は実現しなかった。
ロシア帝国時代に1524mm軌間がロシアの標準軌間とされ、その後ソ連時代に独裁者ヨシフ・スターリンはソ連邦構成国の主要軌道を全て広軌に改軌させた。従ってヨーロッパで主流の1435mm軌間鉄道との車両直通頻度は低くなり、独自の連結器採用が容易な条件が整った（1947年当時のハンガリー、チェコスロバキアとソビエトによって建設された積み替え用の3駅と3つの国境があった）。
交換にあたり、選択肢の一つとして1925年の日本や1915年のオーストラリアなど、他国でのジャニー式連結器への交換を模倣する選択肢もあったが、ソ連の技術者達はウィリソン式連結器を元に1932年、彼ら独自の連結器を開発し、これを採用することになった。
連結器はSA-3（ロシア語でСоветская автосцепка, 3-й вариант、Soviet Automatic-Coupler 3rd Variant、ソビエト第三種自動連結器を意味する）という名称になった。この形式の連結器は1930年代中期からねじ式連結器に替わっての交換が試行され始めたが、第二次世界大戦によって迅速な交換は頓挫し、ほぼ標準化に至ったのは1957年であった。1950年代に更に試験が実施された。
サハリンの鉄道については、軌間が異なる孤立系統であったことからソ連占領後も日本領時代のジャニー式系統を使い続けていた。後に間宮海峡を横断するフェリーで広軌貨車を台車交換して島内に直通させるにあたり、1970年代に交換している。
ロシアと軌間が同じフィンランドでは、今も国内車両にねじ連結器を使用しているため、ロシアとの直通車両や機関車について、ソ連が移行期間中に用いていたのと同様な両用連結器を使用している。中国との国境では、台車交換と合わせて直通客車のうち編成端のもののみ交換している。

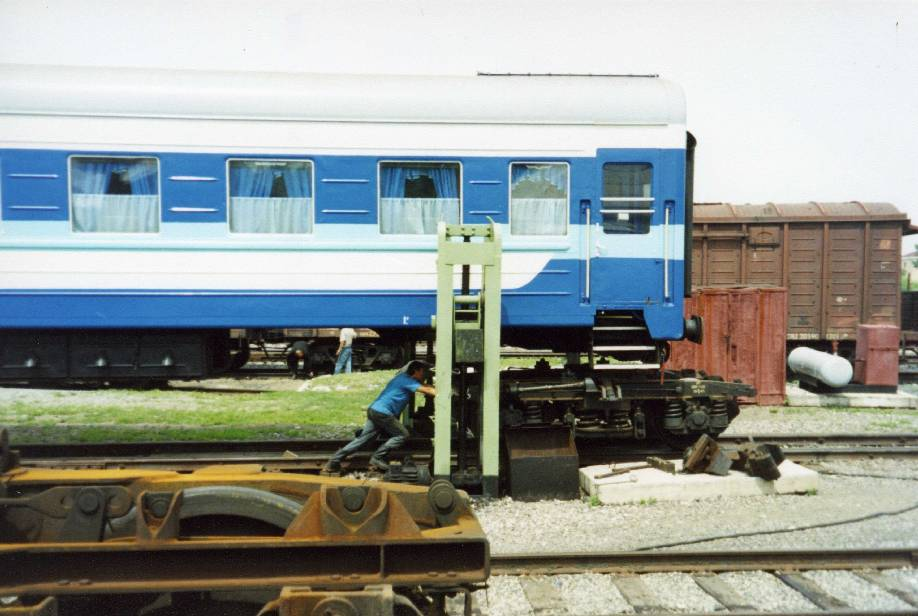
グロデコヴォ駅での台車交換作業。作業員が推す台車脇のコンクリート床に、取り替える中国形（ジャニー式）とロシア式SA3形の両方の連結器が置かれている。

#### C-AKv形連結器
ヨーロッパ自動中央連結器（C-AKv形連結器） は、欧州UIC標準ねじ式連結器を置き換える目的で設計されたウィリソン型の完全自動式連結器である。ソ連型のSA-3連結器を元に開発され、自動ブレーキと電気接続の特徴を備える。同様に連結が落下せず軌道に損傷を与えたり、脱線しないように垂直方向の安定性も追加された。標準的なSA-3連結器と互換性があり、また長期間の移行期間中に備えて標準的なねじ式連結器で必要なバッファーを備える。大半の電気指令式空気ブレーキの使用を想定する電気接続端子を備える。
C-Akvは小型単純自動連結器を意味するドイツ語のCompact - Automatische Kupplung vereinfachtの略である。しばしばブランド名称であるTranspactが使用される。

##### 歴史
1970年代に新型の自動連結器がヨーロッパの鉄道で開発された。これはUIC自動連結器と呼ばれ、AK69eの西ヨーロッパ型と東ヨーロッパのIntermatとして表現された。重量貨物列車には不向きで連結作業に長時間を要し、集中的な整備が必要なねじ式連結器を完全に置き換える事を目的とする。非常に短期間で欧州全土に導入しなければならない事が想定されたので数回にわたり延期された。さらにUIC自動連結器は既存のねじ式連結器と互換性が無かったので予算の観点からいくつかのヨーロッパ諸国で段階的に転換を進める事は困難だった。
現在のFaiveley Transport Witten GmbHであるSAB WABCOによって開発されたC-AKv連結器はUIC自動連結器とは異なり、既存のねじ式連結器と互換性を有する事で長期間の移行期間に対応する事を企図する。2002年以降、C-AKvはドイツ鉄道で試験が実施される。Profenの露天掘りの炭鉱とSchkopau発電所間での石炭列車の運行に使用される。

#### 日本における自動連結器の種類
日本における自動連結器は、多くがジャニー式連結器の技術的系統にあり、さらに下記のように細分化される。一部の軽便鉄道向けなどの特殊な事例を除き、全てAAR規格準拠のナックル部形状・寸法が採用されており、原則的に相互の連結が可能である。

##### 並形自動連結器
日本では1925年（大正14年）の一斉交換以降から現在まで、機関車・一般形客車・貨車などで広く使用され、単に「自動連結器」という場合、並形自動連結器を指す場合が多い。また、後述の「密自連」に対して「並連」（なみれん）と略す場合もある。
連結器は水平面上での首振りが可能で、垂直方向のずれは連結器の連結面によってある程度まで許容する。複数の連結器高さの車両が混在した一部の私鉄では、高さの異なる連結器を備える各車の連結を可能とするため、並形自動連結器のナックル部を上下に延長して、ずれを吸収する手段が取られるケースが存在した。緩衝装置は連結器胴と車体取付部の間にある。
一般的に、引張力と圧縮力は緩衝装置を挟んで車体に伝わるが、連結面で22 mmの遊間（遊び）があるため、加減速時に衝撃、およびそれに伴う加減速時の騒音が出やすい弱点がある。ただし、遊間があることは、小さい牽引力で重量列車を引き出せる利点もある。客貨車に用いられる平軸受は起動時の抵抗が大きく、動き始めると抵抗は比較的小さくなる。遊間があることで前後の車両が時間差をもって動き出し、相対的に小さい牽引力で列車を引き出すことができる。このため、牽引力の小さい蒸気機関車が主流だった時期は並形自動連結器が有利であった。なお、上り勾配のような、より厳しい条件で引出しを行なうには、貨車に標準的に用いられていた平軸受の起動抵抗やK三動弁の動作遅延、機関車の自弁と単弁という2系統のブレーキシステム、それに各連結器に備わった緩衝装置のばねによる緩衝作用を複合的に活用して行われる圧縮引出法や、動いている軸受の抵抗が小さい特性を用いた勾配引出法なども用いられ、これらの手法は乗務員のマニュアルに掲載もされ、訓練も行なわれていた。
明治期の国有鉄道でも北海道のみは例外で、大正の連結器一斉交換前から自動連結器と空気ブレーキが標準であった。これは1880年（明治13年）に開業した官営幌内鉄道が日本で唯一アメリカ合衆国の鉄道技術で建設されたためで、開拓使が発注した1・2号機関車や開拓使号客車とともに輸入されたアメリカ製のシャロン式がその嚆矢となる。
本州以南の自連交換に際しては後発のアメリカ製であるアライアンス式も導入されたが、国産化も図られ、1920年代初頭に苗穂工場勤務の鉄道省技師・坂田栄吉がシャロン式を基本に開発した「坂田式連結器」を開発した。苗穂工場は北海道での先行していた並形自連の採用によって、国鉄内ではその取扱に通暁していた。だが坂田式は部品点数が多く、個別部品の寸法誤差累積からロック機構の確実性に難を生じて分離事故を起こす問題があり、制式品としての採用は短期間に留まった。
同時期、同じく鉄道省技師で車両課勤務の柴田兵衛は、アライアンス式の欠点を改良した「柴田式連結器」を独力で設計、これが1925年（大正14年）に車両課内で取り上げられて成績の良好さから量産化されることになり、この柴田式が以後の日本における自連の標準形となった。これらは相互に連結可能である。
国鉄電車はデハ6340形以後編成が長くなり、連結開放の機会が増大したことからねじ式連結器から並形自動連結器への交換を1920年（大正9年）から始めており、1922年（大正11年） には完了、大手私鉄でも阪神急行電鉄（現・阪急電鉄）が1922年（大正11年）に神戸・宝塚線で連結運転を行うため自動連結器に換装した。
こうしたことができたのは国鉄電車は元から他（電車以外）の車両と連結することがなく、連結器が特殊な物であっても支障がないためであったが、無動力の客貨車では起こらない問題も発生した。1つの列車中に複数の動力車（電動車）がある場合、主電動機特性の多少の相違や車輪の摩耗具合（直径）の違いによって電動車間で加速度や速度がばらつき、制動時の減速度も揃わないため、各車が自連の遊間分だけ動いて隣の車両に当たり衝撃を発生させる不具合が問題になったので、最終的に再度換装して密着連結器を採用することになった。
阪神急行電鉄以外の大手私鉄でも並形自動連結器は採用されたが、同じ理由でほとんどが小型密着自動連結器や密着連結器に移行している。大手私鉄から譲渡された旧形車を使用している中小私鉄などでは、現在でも電車に並形自動連結器を装備している会社がある。一方、東急電鉄のうち5000系（2代）以降の車体長20mの形式やつくばエクスプレスの車両のように、固定編成両端（先頭車）の連結器はあくまでも非常時の救援目的のみに使用するという前提で、導入当初から並形自動連結器を採用している例も一部に存在する。

##### 密着自動連結器
並形自動連結器の形状を改良して精密な機械加工を施すほか、内部の機構を変更して連結時の遊間をなくしたもので、「密着自連」（みっちゃくじれん）、あるいは「密自連」（みつじれん）と略される。アメリカ合衆国におけるH型タイトロック自動連結器相当のものを1950年代前期に日本製鋼所で国産化した連結器。並形自動連結器とも連結可能である。並形自動連結器との外観上の大きな差異は、ツメ部分先端が尖っており、ナックルピンの横にこのツメ部分を受け止めるガイド枠が設けられていることである。連結された連結器同士は前後左右のみならず垂直方向にも固定されるため、垂直方向の動きは車体側緩衝装置を対応させて吸収させる。
高速貨車に用いられたEF65（F形）・EF66などの電気機関車や10000系貨車に採用された。10000系貨車では電磁自動空気ブレーキ（CLEブレーキ）を採用していたが、そのブレーキホース接続作業を省力化する目的で空気管（MR・BP管）を同時に接続する特殊な密着自動連結器が使用された。現在は10000系貨車の全廃により、機関車側の密着自動連結器に内蔵されていた空気管は撤去されている。
固定編成を組む20系をはじめ、12系・14系・24系・50系では乗り心地を重視したため、また並形自動連結器をもつ機関車に牽引されるためこの連結器を採用している。

##### 小型密着自動連結器

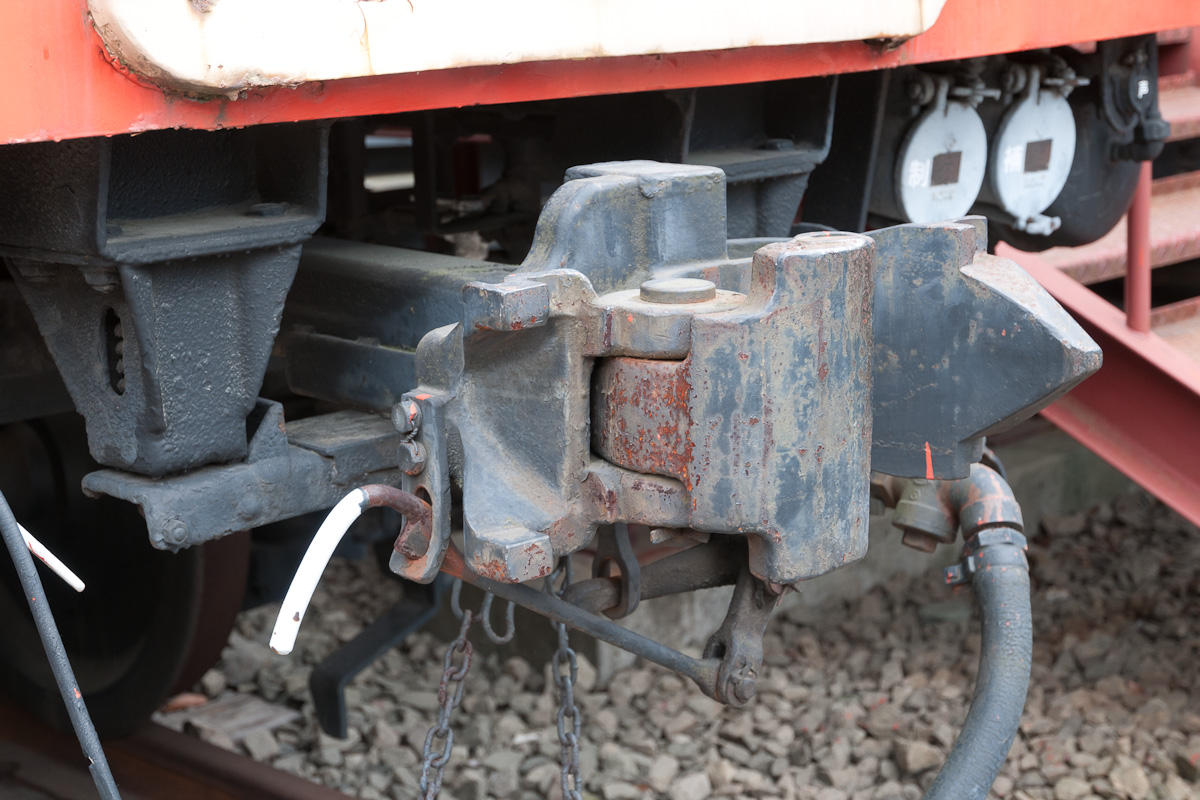
小型密着自動連結器

国鉄からJR初期の気動車の標準的な連結器。日本製鋼所の手で開発され、同社の型番ではNCB-II形と呼称される。
1953年の京阪1700系第3次車およびキハ10系以降、一般的に使用されている。また密着連結器を採用していない一部の私鉄（例：京成電鉄、東急電鉄、相模鉄道、名古屋鉄道、京阪電気鉄道等）などでも使用されている。採用の背景として、いずれも本来なら密着連結器の方が安全面等で優れているが、従来保有する在来型車両等で自動連結器が多数使われ、それらとの相互連結を配慮した結果の策という一面がある。
機能・構造は密着自動連結器と同一だが、電車・気動車のような動力分散方式の鉄道車両では、連結器に大きな牽引力が掛かることがほとんどないため、連結器の肉厚を薄くして軽量化され、全体的に小型になっている。

##### 簡易連結器
簡易連結器は、自動連結器から「自動連結・解放」の機能を省略した特殊な連結器である。このため厳密には自動連結器の範疇から外れるが、自動連結器との併用を目的としたものであるため、本項目で記述する。
外見は自動連結器と似ているが、ナックル部などの各部寸法を並型自動連結器と連結可能な範囲で可能な限り縮小し、かつ自動ロック機構を省略、落とし込み式のピンでナックルを固定することで、軽量化を実現したものである。つまり、開放には係員の手でピンの抜き差しを行う必要があり、この連結器を装着した車両同士の連結時には、あらかじめ一方のピンを抜いてナックルを開放状態にしておかねば破損する恐れがある。緩衝用スプリングは連結器受に内蔵されているが、自動連結器と違い、連結器を中央に復元させる独立したスプリングがなく、連結器受のソケット部内側左右の勾配によって自重で自然に中央復元する。
この連結器は1920年代末期に日本車輌製造が、当時のエンジン出力の貧弱さから徹底した自重軽減を要した気動車用に開発したもので、原型と見られるものは1928年ごろから当時の同社カタログなどに見受けられる。当時の日本の気動車メーカー各社はいずれもこの問題に取り組んでおり、ストレートに「連結器省略」として非常時のみ連結器を装着する、という方策を採ったメーカーも存在した。日本車輛が1929年製造した小浜鉄道カハ1に装着された「緩衝連結器」以降、その開発と実用化が本格化。以降も緩衝機構などについて順次改良を重ねつつ同社製気動車の多くに装着して出荷された。
「日車式連結器」と称されるようになったこの連結器は日本車輌製造のみならず他の気動車メーカー各社にも多数採用され、戦前の日本における気動車用連結器の事実上の標準規格となった。後には鉄道建設規定に適合するよう一部修正を加えたものが、鉄道省のキハ41000形、キハ40000形、それにキハ42000形の3形式に制式採用されるまでに至った。
重量は通常の並形自動連結器が1両分で約0.5tなのに対し、簡易連結器は1/3の170kg程度で済み、当時の非力な気動車の軽量化には大きな効果があった。しかし、その連結強度は低く、破壊試験の結果25t前後が上限とされたため、例えば鉄道省では気動車の無動力回送について、列車最後尾への連結を厳守するよう通達を出していた。
簡易連結器は大型気動車への適用が困難であることから、日本車輌は続けて自動連結器の機能を維持したままでの軽量化に取り組み、1931年には開発者である水津長吉の名を冠した「水津式自動連結器」として薄肉・軽量型の自動連結器を完成した。だが、より軽量な簡易連結器のメリットは捨てがたく、戦前期においては自動の水津式開発後も継続採用された。
簡易連結器は戦後、気動車の大型化とエンジン出力の向上、液体式変速機実用化による連結・解放の頻度増加などに伴って、小型密着自動連結器などに取って代わられ、その歴史的役割を終えた。新造車での採用として遅い例は、日本国有鉄道（国鉄）が製造した一連のレールバス（キハ01系・キハ02系・キハ03系1954年 - 1956年製造）で、格段の軽量さを求められたことによる採用であった。
しかし、下津井鉄道時代の1934年にカハ5以降のボギー式気動車へこの簡易連結器の採用を始めた762mm軌間の下津井電鉄では、1949年の電化後に新造した電車にもこの連結器を採用し続け、同社最後の新造車となった2000系「メリーベル」（1988年竣工）にも在庫品流用でこの連結器が両先頭車に装着されていた。
つまり、日本の鉄道で営業運転に実用目的で使用された最後の簡易連結器は、ねじ式連結器の場合と同様、この下津井電鉄のものであった。同社は電化後の2両・3両固定編成の連結面間に採用した棒連結器を別にしても開業以来のねじ式連結器とこの気動車・電車用簡易連結器、さらにピン・リンク式連結器（カハ5〜8・50・51およびホジ3とホトフ4）と車籍の有無は別にして最大3種の連結器を同時に併用した。

### 密着連結器
自動連結器同様、自動連結、レバーによる簡単な解結を可能としつつ、自動連結器のような連結器同士の隙間（遊間）をなくし、密着性を高めた連結器。原理的なルーツは1903年にドイツのカール・シャルフェンベルク (Karl Scharfenberg) が発明したシャルフェンベルク式連結器 (Scharfenberg coupler) にさかのぼり、これを模倣あるいは改良することで様々な方式が開発されてきた。略して密連（みつれん）と呼ぶこともある。密着自動連結器（みっちゃくじれん/みつじれん）と名前が似ているが、全くの別物である。
自動連結器同様、連結は相互の接触のみで行われ、解放も解放レバーを動かすだけで可能である。構造は自動連結器より複雑で、牽引力など強度の面では自動式に劣るが、遊間（隙間、ガタ）が皆無な文字通りの「密着」構造であるため、遊間に起因する衝撃は生じない。電車や気動車など、編成内に複数の動力車を有し、加減速の頻繁な旅客車両に適している。また、この「密着」構造とゴムパッキンを組み合わせることで気密性が確保され、ブレーキ用の各種空気管を連結と同時に自動接続することが可能となっている。遊間がないため、曲線および勾配の通過に支障が無いように、取り付け部分に上下左右に可動する自在継手が使用されているのも特徴の一つである。
最大の欠点は、牽引許容力が低く、機関車牽引による重量貨車への適用が困難な点にある。
JR電車や多くの私鉄電車で使用されているが、日本国内では使用されている密着連結器のほとんどは正式には「柴田式密着連結器」と呼ばれるもので、ロック機構の特徴から「廻り子式密着連結器」とも呼ばれる。
なお、密着連結器には他にトムリンソン式、バンドン式、それにウェスティングハウス式などいくつかの種類が存在し、世界的には密着連結器として最も普及しているのはシャルフェンベルク式とその亜種で、柴田式は発祥となる日本の他は、韓国等に限られるローカルな存在に留まる。
日本には1920年代にまず私鉄電車に輸入品が導入され、1930年代には国鉄電車でも柴田式が開発されて自動連結器からの交換が行われ、標準となった。

#### シャルフェンベルク式連結器

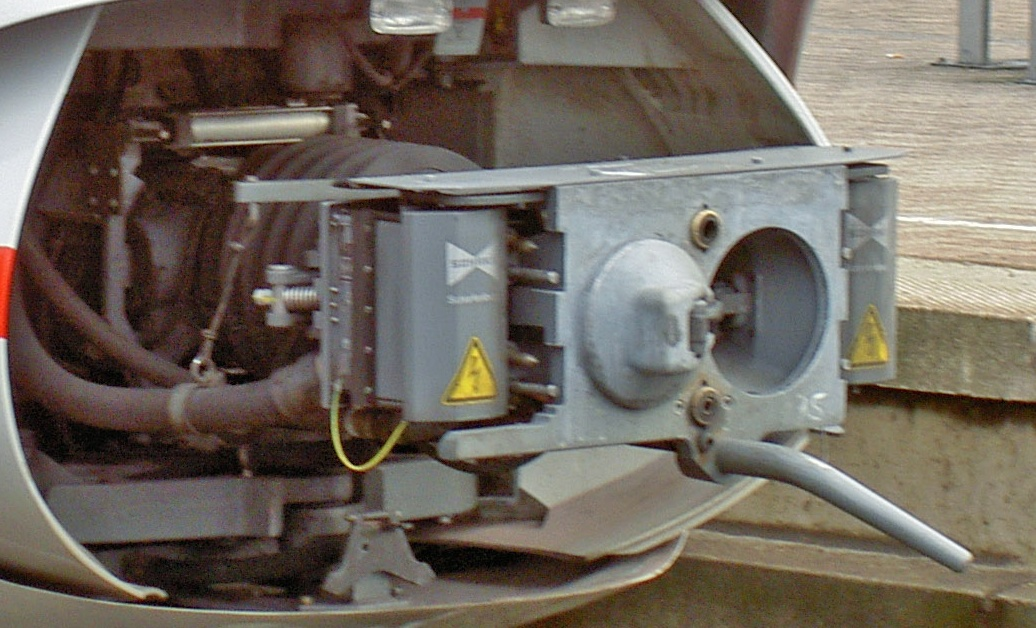
ICE 3 EMUのシャルフェンベルク式連結器

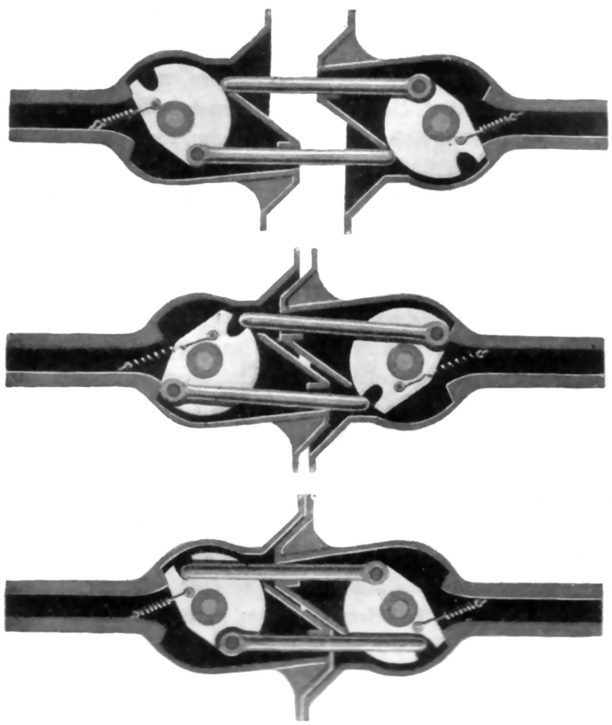
基本的な動作

シャルフェンベルク式連結器（ドイツ語: ScharfenbergkupplungまたはSchaku）は、最も古典的な完全自動式の密着連結器の一種であり、国際的に幅広く使用される。
1903年にドイツのケーニヒスベルク（現在のロシア領カリーニングラード）のカール・シャルフェンベルク（Karl Scharfenberg）によって開発された。定期運行の客車に使用されるものの、欧州以外では大量交通機関全般に使用される。電気回路や空気圧配管の自動接続機構併置も容易であり、ジャニー式をはじめとする他種の自動式連結器に対する優位性を持っている。いくつかの鉄道会社では横や下に電気や空気圧の接続を備える。
連結器の前面には突出した円錐・相手方車両の円錐を受け入れる窪みを有する。円錐内部には堅牢な金属製の円環が、ばねの圧力のかかった刻みを、反対側に備えた金属の円板を回転するために接続される。

#### 柴田式密着連結器

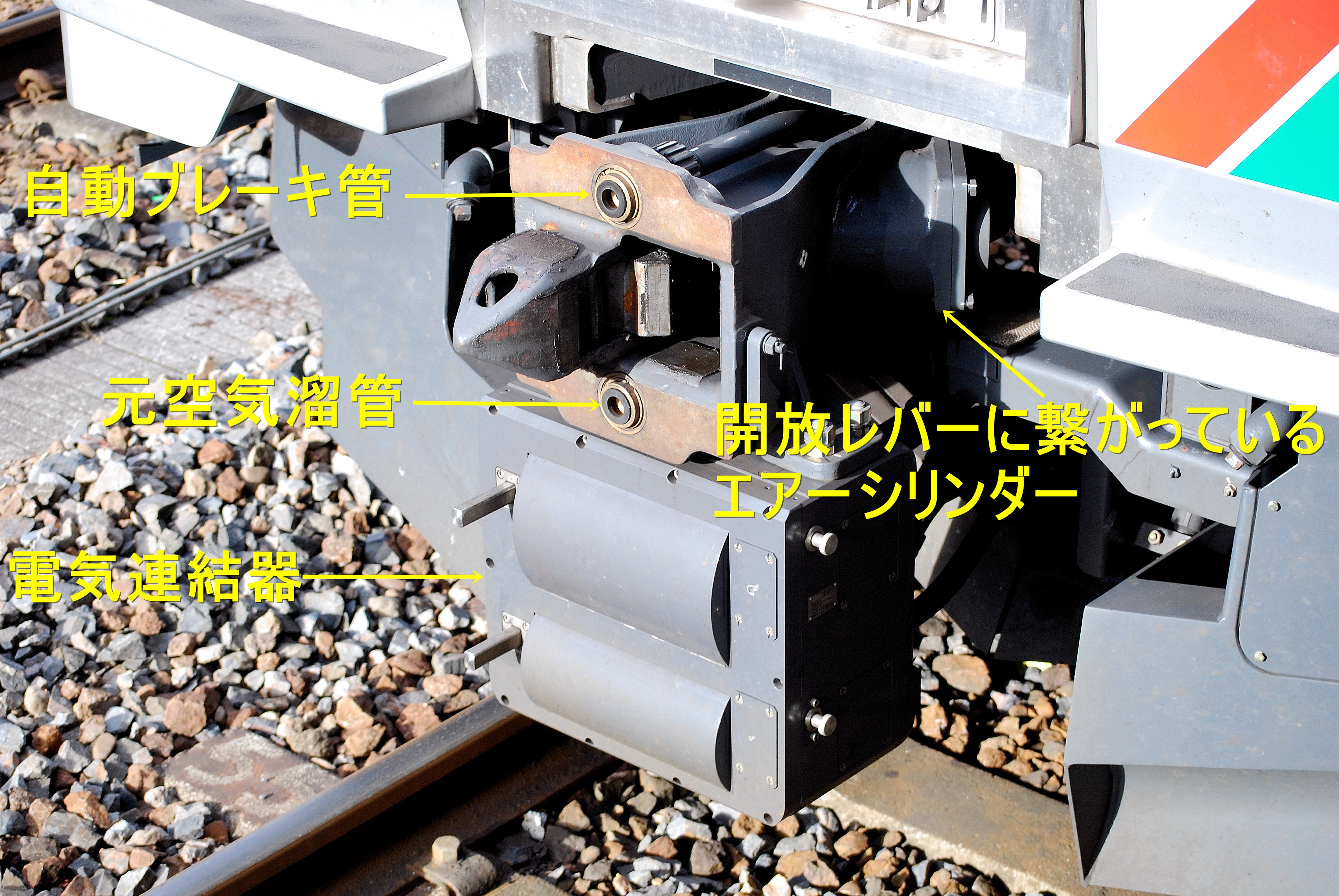
密着連結器
（連結器下部は電気連結器）

密着連結器は密着させる機構があるので種類が違うとお互い連結ができず、国鉄が一社のメーカーのものをずっと使用し続けるのは問題であると考えられたため、国鉄形密着式連結器を作る必要があるとして、鉄道省工作局車両課の柴田衛（自動連結器設計者の柴田兵衛の実弟）によって1930年代初頭に開発された、電車の密着連結器。国鉄電車に正式採用され、のちには私鉄でも採用が広まり、日本国内における多数派の密着連結器となった。
電気連結器併設型シャルフェンベルク式連結器の概要が日本に紹介されて間もない1929年から試作され、当初は横須賀線用32系の一部編成で試験された。実用面で好成績を収めたため、1933年の東海道・山陽線吹田 - 須磨電化時の42系新製車には当初から装備、東京地区の国電にも同年以降路線単位で順次装備して、原則として1937年までに省線電車の柴田式密着連結器化を完了した。柴田は、1930年代後期には新たに下部取付型の電気連結器の試作も行っていたが、戦時体制の激化により頓挫した。柴田式密着連結器への電気連結器追加実用化は1961年の西武鉄道などが嚆矢となる。
柴田式の場合、連結器正面より見ると突起が差し込まれる形をしており、通常空気管は必要な管種が最も多いHSC電磁直通ブレーキ搭載車の場合、上中央（ブレーキ管（BP））、上左右（直通管（SAP））、下中央（元空気溜管（MRP））の3系統が引き通されている。その他のブレーキ方式では必要に応じていずれかの管が省略される場合があり、例えば電気指令式ブレーキ搭載車でHSCブレーキ搭載車との併結を考慮しない場合には、下中央のMRPのみが実装されることになる。
1990年代以降は、外側の枠部分が削られて小型化された密着連結器が多くなってきている。この手法は、1960年代に大阪市交通局が地下鉄の5000形を開発する際に実験を行い、不要部の削除による軽量化を試みたことに端を発している。大阪市交通局の実験は、走行する列車を停止した車両に対して衝突させ、衝撃による連結器破損状況確認を繰り返して限界強度を見極めるという、いささか乱暴な手法であった。1980年代以降は解析技術の飛躍的発達によって、このような実車衝突試験は要さなくなっている。しかし、日本の他社局では大阪市交通局に追随する動きは遅れた。これは、通常連結開放を要しない車両間への棒連結器等の採用が先行したことと、大阪市交通局の密着連結器は日本の他の鉄道で一般的な柴田式でなく、やや特殊な形状のものであるため、他社局ではその実験結果をそのまま援用できなかったことが原因である。その後、1980年代以降の技術向上で連結器の軽量化設計が容易になったことなどから、現在では外枠の小型化された密着連結器は広く普及している。
国鉄においては専ら電車のみが採用していたが、国鉄分割民営化後は、気動車・客車にも採用例が出現している。主な理由としては、電気連結器と併用による連結作業の省力化が挙げられる。

##### 連結・解放のしくみ
1. 連結器内部には円筒を縦に切ったような形の回転錠（廻り子）があり、これと一体の解放レバーが連結器正面から見て左側に伸びている。概念図（右図）の赤色部分が廻り子と解放レバーに当たる。スプリングにより常に矢印の方向に引っ張られており、概念図の位置が回り子と解放レバーの定位置である。
2. 嵌合時には双方とも相手方の突起により廻り子が押し込まれる（解放レバーを引いた時と同じ状態になる）。このため、自動連結器のような錠控え位置にする必要はない。
3. 嵌合後には双方の廻り子により円筒形が形成され、双方の廻り子が定位置に戻ることでロックされ連結状態となる。
4. 切り離し時は、どちらか片方の解放レバーを操作する事によりロックが解除されて切り離し可能となる。

切り離し時は解放レバーを引いた状態を保持する必要がある。作業員が解放状態を保持しても切り離しが可能であるが、連結器正面右側にある掛け金を相手側の解放レバーに引っ掛ける事によっても解放状態を保持する事ができる。掛け金は切り離し時に自動的に解除される。
自動解結装置を装備した車両には解放レバーにエアシリンダーが組み込んであり、運転室内からの遠隔操作が可能となっている。

##### 新幹線用密着連結器

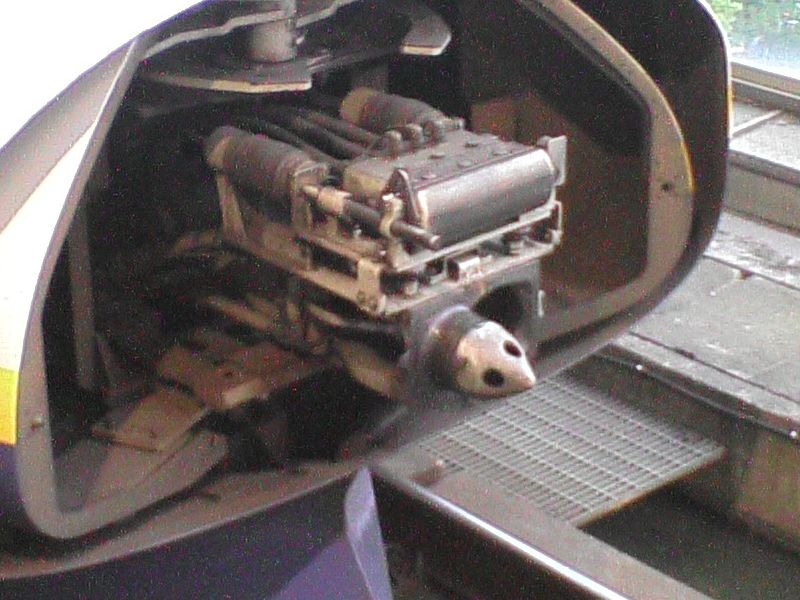
新幹線用密着連結器（E4系）
（在来線と異なり、連結器上部に電気連結器が設置されている）

1964年10月1日に開業した東海道新幹線にあわせて開発されたもので、突起部が円形断面となっているのが特徴である。
新幹線車両の場合、中間の連結部は外幌などで隠れており、また先頭部も当初は非常時の救援などでしか使用されず、通常はカバーで隠れているため、営業運転中に一般乗客が目撃する機会はなかった。しかし、1992年の東京 - 山形間での新在直通運転（ミニ新幹線）開始以降、営業運転中の新幹線列車が途中駅で分割・併合を行うこととなったため、現在では一般乗客が容易に連結器や連結作業を観察することが可能である。
なお、営業運転で分割・併合を行うためには、乗務員室内の遠隔操作にて連結器の解結操作や連結器カバーの開閉を行う分割併合装置が必要となる。そのため新製時には未搭載であった200系には、分割併合装置取付改造を実施した。400系・E2系（J編成およびN21編成）・E3系・E4系・E5系・E6系では、新製時から分割併合装置を搭載している。その後新幹線E4系のように、営業運転中に分割・併合を行なわずに2編成連結で運行したり、新在直通運転以外の列車であっても途中駅で編成を連結する列車も登場した。
また新幹線以外にも、私鉄において同形状のものを丸形密着連結器として使用していた例もある。

#### その他の密着連結器
日本国内において柴田式以外の密着連結器としては、以下のような連結器がある。

##### トムリンソン式密着連結器

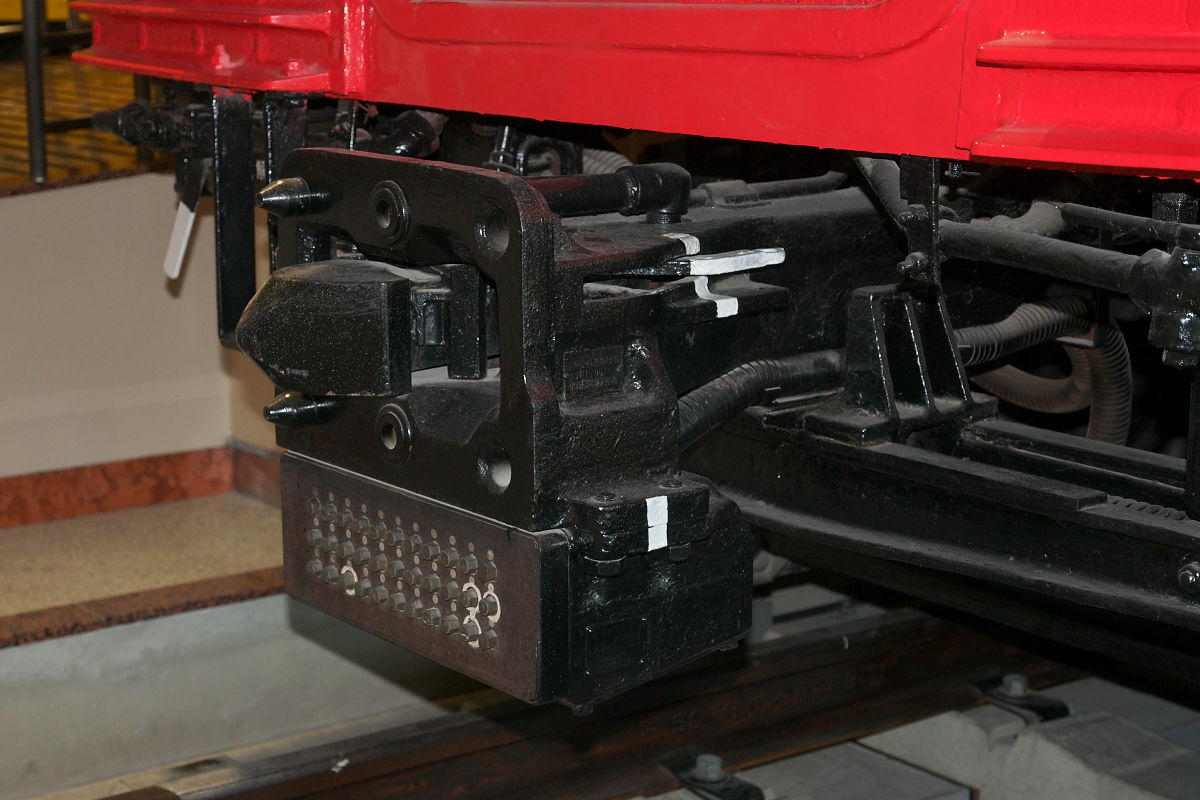
トムリンソン式密着連結器

アメリカのトムリンソン (Tomlinson) 社 が1910年代に開発した密着連結器。日本国内では現在は東京メトロ銀座線・東京メトロ丸ノ内線・西日本鉄道（現在は5000形のみ）・銚子電気鉄道デハ1001/デハ1002・京福電鉄嵐山線（嵐電）などで使用されている。
日本においては阪神電気鉄道（阪神）が1921年製造の331形で採用したのが最初の採用例である。同社は1965年の1000番台小型車淘汰まで、急行用車と各停用車でシステムが異なり、相互の併結が困難であったこともあって、後述のバンドン式密着連結器とこのトムリンソン式密着連結器を併用し続けた。
また、かつては日立電鉄（現在は廃止）でも、営団地下鉄（現在：東京地下鉄）から譲渡された車両を使用していたため、本連結器を採用していた。
柴田式密着連結器よりも小型で、連結面の四隅の位置決めポスト（向かって左上下が突起で右上下に穴）が特徴である。東京メトロで採用されているものは、連結面の上下にブレーキ用の空気管がある。

##### バンドン式密着連結器

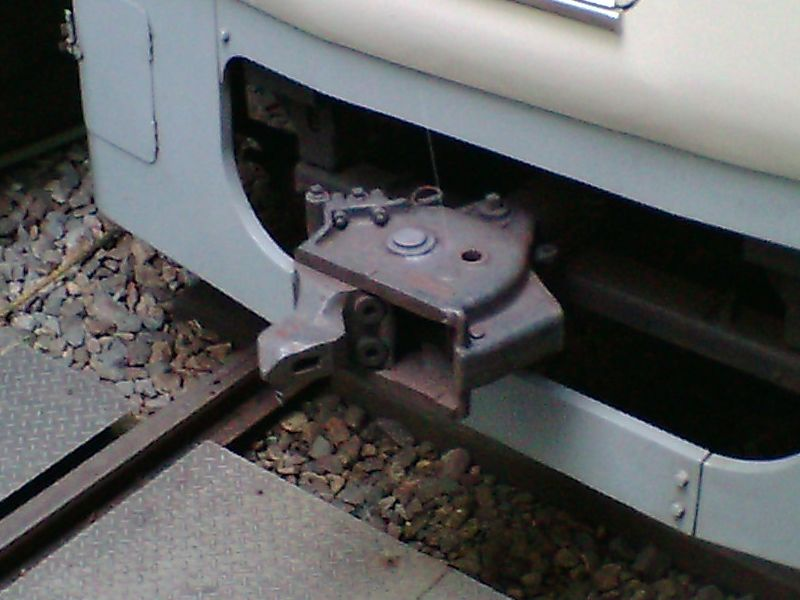
バンドン式密着連結器

アメリカのヴァン・ドーン (Van Dorn) 社が開発した密着連結器。日本では戦前期、付随車や貨車を牽引するような地方軌道で多く普及していたが、戦後も長きに渡って継続使用していたのは阪神電気鉄道のみであった。
柴田式よりも薄型で、ブレーキ用空気管が連結器内部（斜めに取り付け）に配置されている事が特徴である。バンドン式は日本では1971年に製造を終了。阪神は以降の新車用には在来車発生品を転用した。JIS規格からも1994年の改訂時に削除されている。
阪神は山陽電気鉄道（6000系を除き、小型密着自動連結器を採用）と神戸高速線を介して相互直通運転を行っているが、山陽車とバンドン式装備の阪神車とは連結器に互換性がなく、そのままでは車両故障などの救援時に支障が生じるため、非常時に備えて主要駅には重くて複雑な中間連結器（偏差アダプター）を配備したが、直通特急運転開始時より、その運用にも使用される阪神9300系・阪神9000系・阪神8000系・山陽5000系・5030系には、編成あたり1両の床下に偏差アダプターを積載した（後述の理由により、現在の小型密着自動連結器と廻り子式密着連結器との中間連結器に交換されている）。
阪神は長らくバンドン式連結器を使用してきたが、転用できる部品の在庫が尽きたことや2009年に開始された近畿日本鉄道（近鉄）との相互直通運転にあわせて、全車両（武庫川線を除く）の連結器を近鉄と同じ廻り子式（柴田式）密着連結器に交換し、従来からのバンドン式連結器を廃した。同時に連結器高さを840mmに上げている（近鉄車は880mm）。従前の阪神の車両は連結器が特殊であるだけではなく、連結面高さも標準的な高さよりも約235mmほど低かった (645mm)。1000系以降の形式は製造時より柴田式密着連結器を採用している。2020年6月には武庫川線で使用されている車両が5500系に置き換えられた。
これにより、同社のバンドン式連結器装備車両は5001形のユニット間連結器と201・202形にのみ残っていたが、最後まで運用されていた5001形が2025年2月10日に引退したことで、バンドン式連結器を装備する日本の鉄道車両は消滅した。

##### ウェスティングハウス式密着連結器

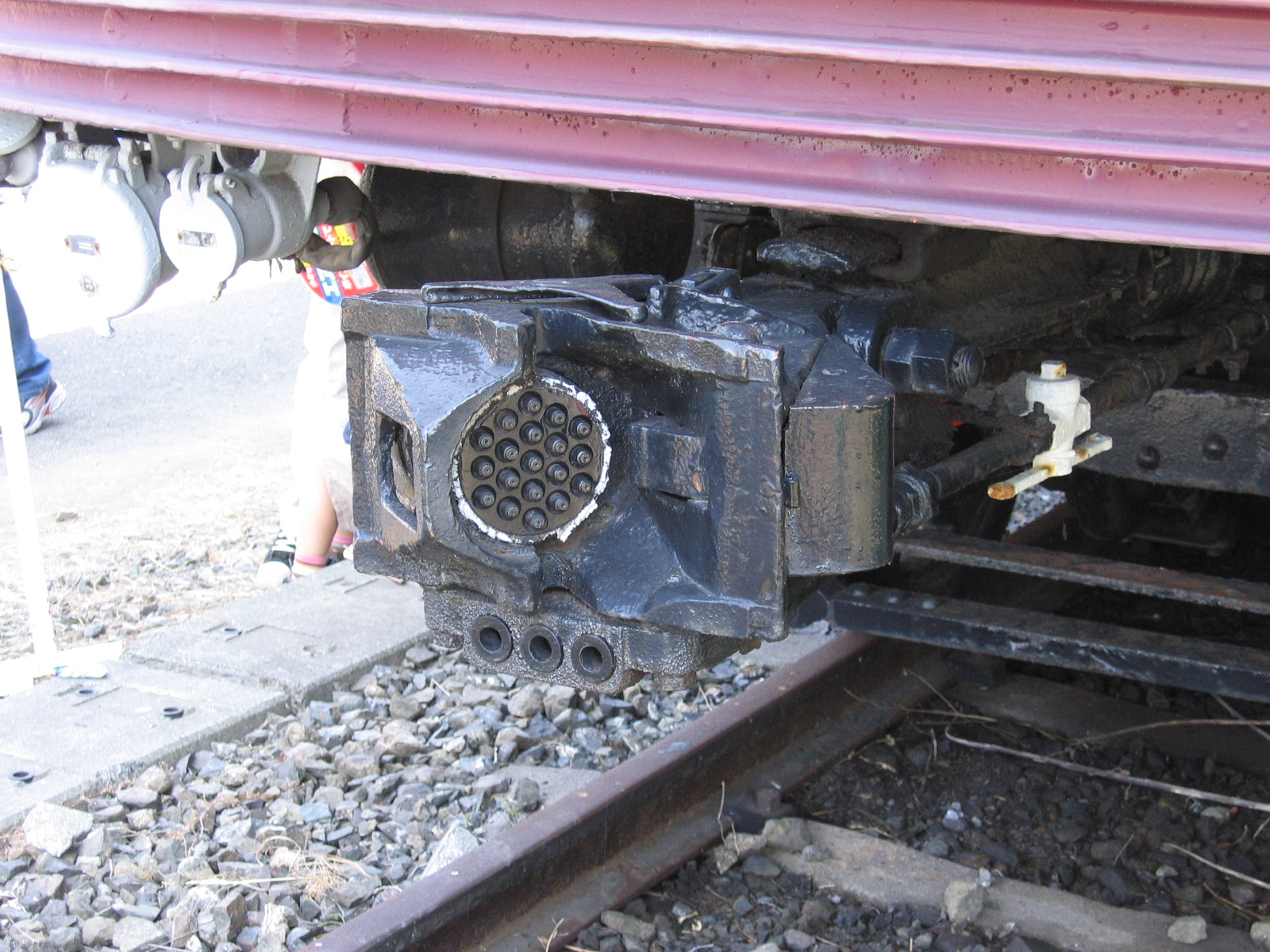
ウェスティングハウス式密着連結器

アメリカのウェスティングハウス・エレクトリック (WH) 社が開発した密着連結器の一種である。
機構的には、中央部に19接点の電気連結器コネクターが、下部に2本の自動空気ブレーキ用空気管（ブレーキ管および元空気溜管）が、それぞれ内蔵されていることが特徴である。
日本においてはジャンパ栓へと発展していき、連結器としては廃れた方式である。採用例の最初は1926年の連結運転開始に備えて京浜電鉄が輸入品のK-1-Aを導入し、京浜電鉄およびその子会社の湘南電鉄で使用された。それらは後に車両の大型化に合わせてより大型で強い牽引力に耐えられるK-2-A（WH社の日本における提携先であった三菱電機製）に置き換えられ、更に都営地下鉄浅草線乗り入れ開始に伴う3社乗り入れ協定で1960年にNCB-6密着自動連結器へ交換されるまで34年にわたって使用された。
また、これとは別に山陽電気鉄道が1956年に初のWNドライブ車である2000系を製造する際に、2両の電動車で主制御器を同期動作させる特殊な設計としたために連結面間のジャンパ連結器引き通しが煩雑になったことから、三菱電機の推奨で同社製K-2-Bを採用した。但し、電動車の運転台寄りは密着自動連結器ないしは並形自動連結器を装着した。

### 中間連結器
名前が似ているが、電気機関車の台車などをつなぐ「中間連結装置」や、編成内の中間車どうしを繋ぐ連結器とは別物である（そちらは棒連結器の一種）。
中間連結器とは、電車の故障などで機関車による救援が必要である場合に、自動連結器と密着連結器を連結するために密着連結器に取り付けるアダプターである。事業者によっては「連結器中間体」とも呼ぶ。これを装着すると、自動連結器を装備する機関車等と、密着連結器を装備する電車や新世代気動車などとの連結が可能となるが、正規の連結器に比べて強度が劣るため中間連結器を使用する列車は70 km/hの速度制限がかけられる。ナックル部分は固定されているため、中間連結器同士や両用連結器とは連結することはできない。
京浜急行電鉄の車両は密着連結器を採用しているが、小型密着自動連結器を採用している社局（東京都交通局・京成電鉄・北総鉄道）と相互直通運転（いわゆる「四直」）をしているため、非常時に備えて車両に中間連結器が搭載されている。同鉄道では、乗入協定に基づいて一旦は小型密着自動連結器に変更されていたが、京急でのみ頻繁に行なわれる営業列車の増解結作業を省力化・迅速化するため、1980年代後半に柴田式密着連結器と電気連結器の併用を独自に行なうようになった。従来、小型密着自動連結器を使用していた東武鉄道も同様の理由で1990年代後半より営業中に分割・併合・増結を行なう車両を中心に柴田式密着連結器に交換の上、電気連結器を併設し、中間連結器を車両に搭載するようになった。また、東急東横線およびみなとみらい線所属の車両（東急・元住吉検車区所属）は密着自動連結器であるが、乗り入れる東京メトロ副都心線および同線に乗り入れている西武鉄道・東武鉄道の車両は密着連結器のため、上記の京急の事例とは逆に、直通車両の申し合わせ事項によって、東急・みなとみらいに乗り入れる各社側が車両側に東急・みなとみらい対応の中間連結器を装備するようになっている。
また、前述のバンドン式密着連結器用の偏差アダプターや、後述の半永久連結器用アダプターについても、中間連結器の一種である。

### 双頭型両用連結器
自動連結器・密着連結器の双方と連結する場合がある車両に装備される。必要に応じ連結器頭部を横方向に75度回転させることで使い分けることが可能である。単に双頭連結器、または両用連結器とも呼ばれる。
双頭連結器はナックルが固定されているため、自動連結器の錠に相当する部分は存在しない。解放テコに接続されているのは錠ではなく、自動連結器または密着連結器に切り換えた後の状態を保持するための固定ピンである。このため、双頭連結器は他の双頭連結器や中間連結器の自動連結器同士とは連結することができない。
これまで連結器が異なる車両間を連結しなければならない場合には、中間連結器の準備及び控車の連結を必要としていたが、双頭連結器の実用化により、連結する連結器の高ささえ合っていれば、この措置は不要となった。
2023年7月現在の装着車両は以下の通り
- 現用車両
  - 電気機関車[49]
    - EF64 1030・1031・1032
      - JR東日本新潟車両センター所属。
      - 総合車両製作所新津事業所で製造された電車の各車両センターへの配給輸送や、廃車解体場である長野総合車両センターへの廃車回送を受け持つ。
      - 双頭連結器以外にも機関車にブレーキ読替指令装置を搭載しその指令で電車側のブレーキ機器も動作させるジャンパ連結器が装備されている（209系以降の電気指令式ブレーキ搭載車のみ使用）。

    - EF81 134・139・140・141
      - 134・140・141はJR東日本新潟車両センター所属で、2009年に秋田総合車両センターへ入場した際に装着された[50][51]。
      - 136は秋田総合車両センター南秋田センターに所属していた。
      - 139は尾久車両センター所属。
      - 全車とも転用改造や機器更新、廃車などで秋田総合車両センターや郡山総合車両センターに入出場する車両の牽引を担当している。
      - EF64同様に電車牽引に必要なジャンパ連結器を装備する。またその関係でスカート周辺やスノープラウの形状が一般車と異なる。
      - 過去には136・151も装備していた。

  - 気動車
    - キハ183系1000番台
      - JR九州熊本鉄道事業部熊本車両センター所属
      - かつては「オランダ村特急」として485系特急「有明」との協調運転が行われていたため先頭部に装備されている。
      - 「あそぼーい!」として運用されており、電車との連結運転を行っていないが、連結器は交換されていない。

    - GV-E197系
      - JR東日本ぐんま車両センター所属
      - GV-E197 (Mzc)

  - 客車
    - 東急マニ50 2186
      - 元JR東日本水郡線営業所所属「リゾートエクスプレスゆう」用電源車。電車の配給列車等でも使用されていた。
      - 直流電車であるTHE ROYAL EXPRESSのJR北海道管内での運行計画（交流電化および非電化区間運用）に伴い、2019年（令和元年）7月3日に譲渡された。

  - 事業用車
    - 軌道検測車マヤ34形
      - 2009のみ現存。

    - 総合検測車E491系・キヤE193系
    - 牽引車E493系
    - 国鉄145系電車

  - 貨車[52]
    - 大井川鐵道cワフ0形 cワフ1・4
      - 車両限界の小さい井川線用の緩急有蓋車であるが、貨車や井川線の新製・改造・整備の際に、一般的な地方鉄道の規格である大井川本線へ直通するため、車掌室側に双頭連結器を備えている。
      - 双方の90度回転するという点は国鉄・JRの例と同じであるが、こちらは井川線用連結器と大井川本線用連結器を双方に対応するものである。
      - 双方の連結器取付高さが大井川本線用連結器は通常の880mmに対し、井川線用連結器が640mmと低位置となる。従って上下並行して取付ると干渉してしまうためにオフセットした状態で90度直交した特異な双頭形状になっている。
- 廃車車両
  - 電気機関車
    - EF63
      - JR東日本旧横川運転区所属
      - 旧信越本線横川 - 軽井沢間通過時の補助機関車として使用されていた。同区間を通過する全列車に連結するため軽井沢側のみ装備。
      - 1997年9月30日に同区間廃止に伴い用途不要となり、順次廃車された。

- - ディーゼル機関車
    - DE10 1099・DE11 1031・1035
      - JR東日本宇都宮運転所所属
      - 大宮総合車両センターに常駐、同センターに入場中の車両の入換を担当していた。
      - 2014年4月から日本除雪機製作所製の軌道モータカーHTM270形[53]が、さらに10月にも同機[54]が導入されたため[注釈 27]、DE10、DE11はそれぞれ入換運用から外され、その後DE11の2両は廃車、DE10 1099は後に東武鉄道に譲渡された。その際（SL大樹用補助機関車）、自動連結器に再改造されている。

  - 事業用車
    - 郵便・荷物合造車クモユニ143-1・3
    - 牽引車クモヤ143-51・52
    - 配給車クモル145-1015・クル144-15
    - 検測車443系

### 棒連結器（永久連結器）・半永久連結器
共に、動力車（2両1ユニット式の電車、2車体永久連結式の電気機関車等）の組み合わせなど、固定編成を組む車両を最小の単位で組成する場合、車両工場での検査や車両基地での整備等で組み合わせを解除しないことを前提に使用される連結器である。
棒連結器は連結器自体を外さないと編成を分割することができないが、半永久連結器は互いを締結しているボルト・ナットを外す事により編成を分割する事が可能である。
車両基地では車両単位での移動を容易に行うため、半永久連結器に上の画像のようなアダプターを取り付ける事がある。

## 緩衝装置
緩衝装置（かんしょうそうち）は、連結器・車体の間に介在して発車・停車時、また運転中の加減速時などに発生する車両間の圧縮や引張（車端衝撃）を緩和する装置である。
ねじ式連結器の場合は中央で連結を行い両端で緩衝装置（主にタケノコばねもしくは輪ばね）をつける場合が多いが、並型自動連結器では中央緩衝装置が採用される。
引張力・圧縮力の両方に対応させるものが標準であるが、圧縮力のみに対応するものもある。
さまざまな原理が用いられ古くは金属のコイルばねによる単純ばね式が用いられたが、コイルばねでは柔らかすぎて突当て衝撃を十分吸収できず、かつ限られた場所で多くの容量のものが得られないので、クサビの摩擦力で衝撃力を熱に変えて吸収される引張摩擦装置、油圧を利用する油圧緩衝装置などを経て、ゴムによるゴム緩衝装置が主流として用いられているが、他にもシリコンを用いたシリコン緩衝装置が用いられている。
ゴム緩衝装置は、連結器の後部にある枠継手の中に、ゴムを鋼板にモールド加工したゴムパッドを必要枚数を重ねたゴム緩衝器の両端に伴板を挿入した構造であり、車両側の下部にある台枠の中梁（なかはり）に取付けられた伴板守（ともいたもり）にゴム緩衝装置の両端の伴板（ともいた）が当たる形で支持されて取付けられている。引っ張りの場合は、ゴム緩衝装置の前の伴板が、圧縮の場合は、ゴム緩衝装置の後の伴板が伴板守に当たることで、ゴム緩衝器に圧縮力が働き、衝撃エネルギーを吸収するもので、ゴムパッドは、吸収する衝撃エネルギーの大小や用途により、寸法や形状や枚数（段数）が選択される。ゴム緩衝装置は、アメリカ合衆国では1938年に研究開発が始まり、1953年にアメリカ鉄道協会が仕様書を決定し、使用が公認された。日本では1960年ごろから使われ始めた。
シリコン緩衝装置は、シリコンコンパウンドが密封されているシリンダー内にわずかに小さいピストンが挿入されている構造であり、ピストンに結合されているピストンロッドの周囲には戻しゴムが併備され、ピストンロッドとは受圧板で繋がっている。受圧板に衝撃が加わると、ピストンロッドを介してピストンがシリコンを押して圧縮され、シリコンがピストンとシリンダー内壁の隙間を流れている時に発生する摩擦力と圧力により衝撃エネルギーを吸収するもので、戻しゴムはピストンの戻し作用に使用される。これは、主に大型貨車で使用されている。
なお、日本の鉄道（特に客車）の車両間の衝撃が大きいことが、ヨーロッパのようなねじ式連結器および緩衝器の方式が並型自動連結器よりも優位であることの論拠とされることもあるが、同様の並型自動連結器を採用するアメリカ、オーストラリアに比較しても日本の状況は悪く、実際には緩衝装置の水準が低いためとされる。

## 付帯設備

### 電気連結器
先頭車両には、上記の機械的な連結器に加えて、車両の電気的結合を目的として電気連結器（電連と略される事もある）が装備される。車両間での各種機器制御（力行・ブレーキ・車内放送・空調やモニタ装置）に用いるもので、従来は連結器横にあるジャンパ連結器を介していたが、連結・解放の際に車両間に降りてジャンパ連結器の接続・解除をする必要があり、迅速な連結・解放作業の障害になっていた。多くは連結器直下（新幹線は直上）に取り付けられており、連結されていない状態では電極保護のためカバーが掛かっている。連結時にはお互いのカバーを開く棒が押し込まれて自動的に電極が接触する。一般的に、電気連結器は遊間のない密着連結器と併用される。
自動連結器を標準としていた名古屋鉄道では、M式自動解結装置と称して小型密着自動連結器と電気連結器を併用し、密着自動連結器の連結後に電気連結器本体を迫り出して連結させることで連結時の接点破損を防止するシステムを1975年（昭和50年）に開発し、1976年（昭和51年）以降実用化している。同じ機構は東日本旅客鉄道（JR東日本）の新幹線直行特急用車両にも新幹線用密着連結器との組み合わせで採用されている。
また、密着自動連結器の密着性を利用して従来の密着連結器相当の電気連結器を使うものは、1968年（昭和43年）に国鉄がキハ181系で採用したが、後に続かなかった。
一方、イギリスでは密着自動連結器に電気連結器を装備する事はよく行われている。接点破損を防止するため、電気連結器の中心部に位置決めの突起がついており、連結器が噛み合う前にズレを解消させる構造を採っている。
ブレーキ用内蔵空気管を持たない密着自動連結器のため、改良型では空気管の自動解結機能も追加されている。通常は各連結部に一つずつ搭載しているが、一部の形式では、連結相手の車種によって電気連結器の種類が異なる場合は、一か所につき複数搭載していることがあり、2段式の電気連結器を搭載していることもある。
電気連結器を複数搭載する車両の例
- 東武東上線転属前の東武30000系
- 近鉄のシリーズ21や新型汎用特急車、阪神の近鉄乗り入れ車両
- 小田急電鉄の1000形未更新車・8000形のチョッパ車
- キハE120形・それに連結するキハ110系の一部

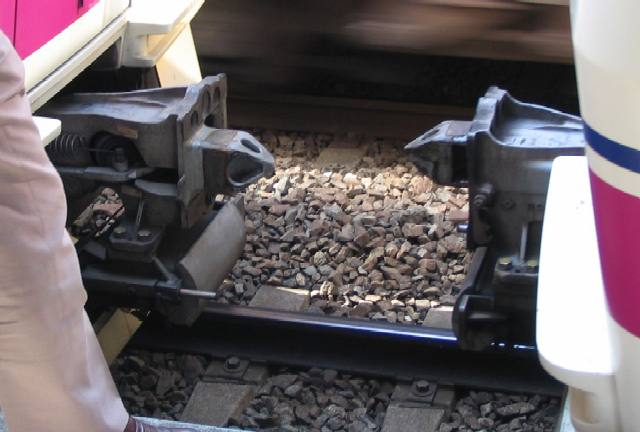
電気連結器付き密着連結器 解放時
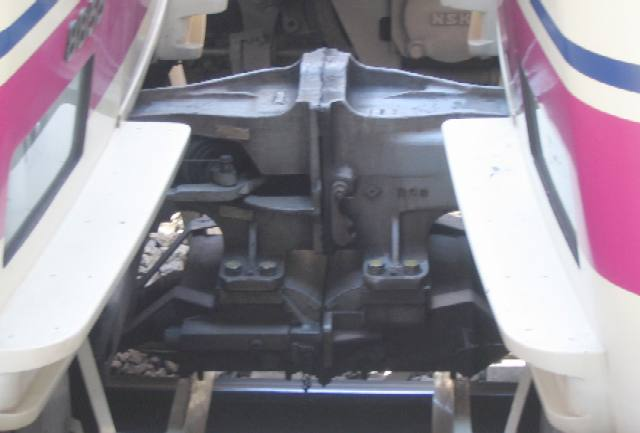
電気連結器付き密着連結器 連結時
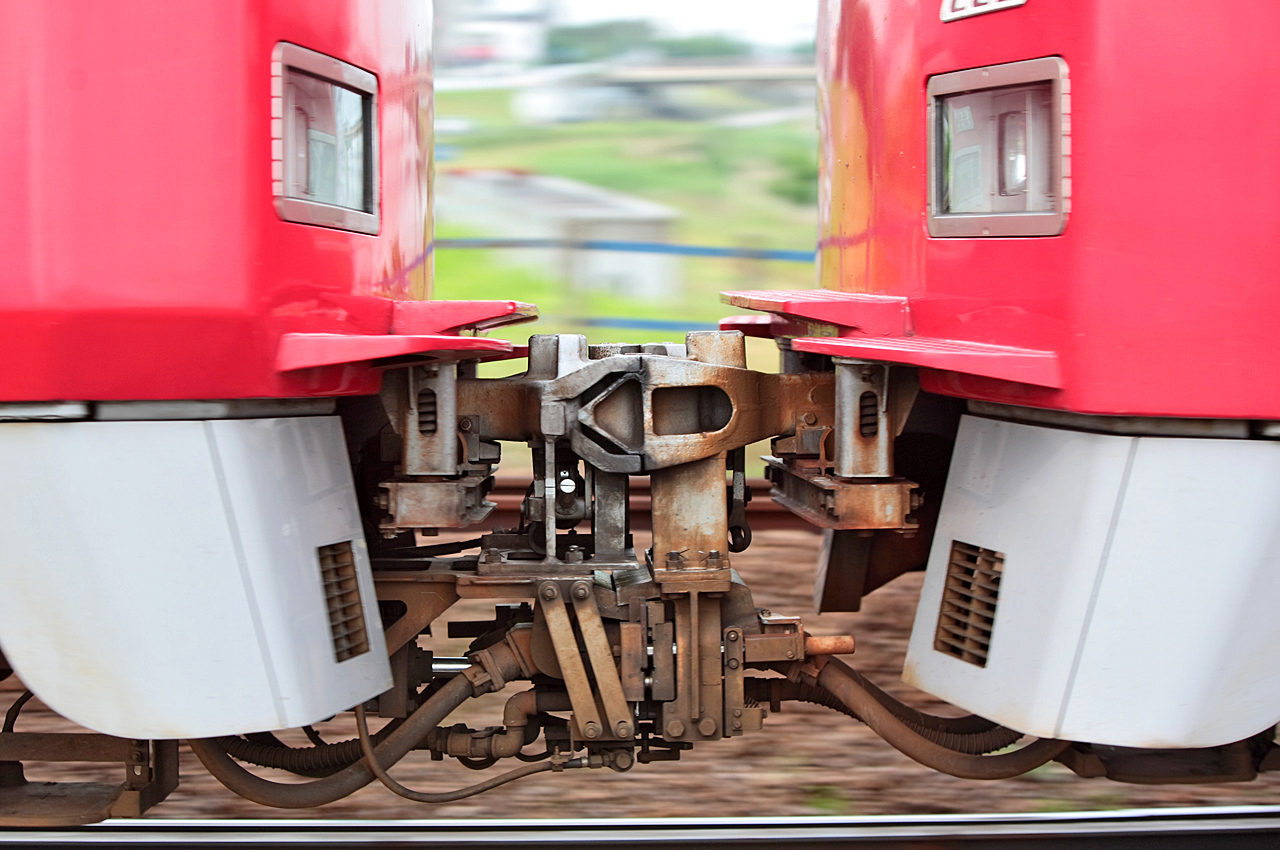
名古屋鉄道M式自動解結装置付き密着自動連結器 左が可動側
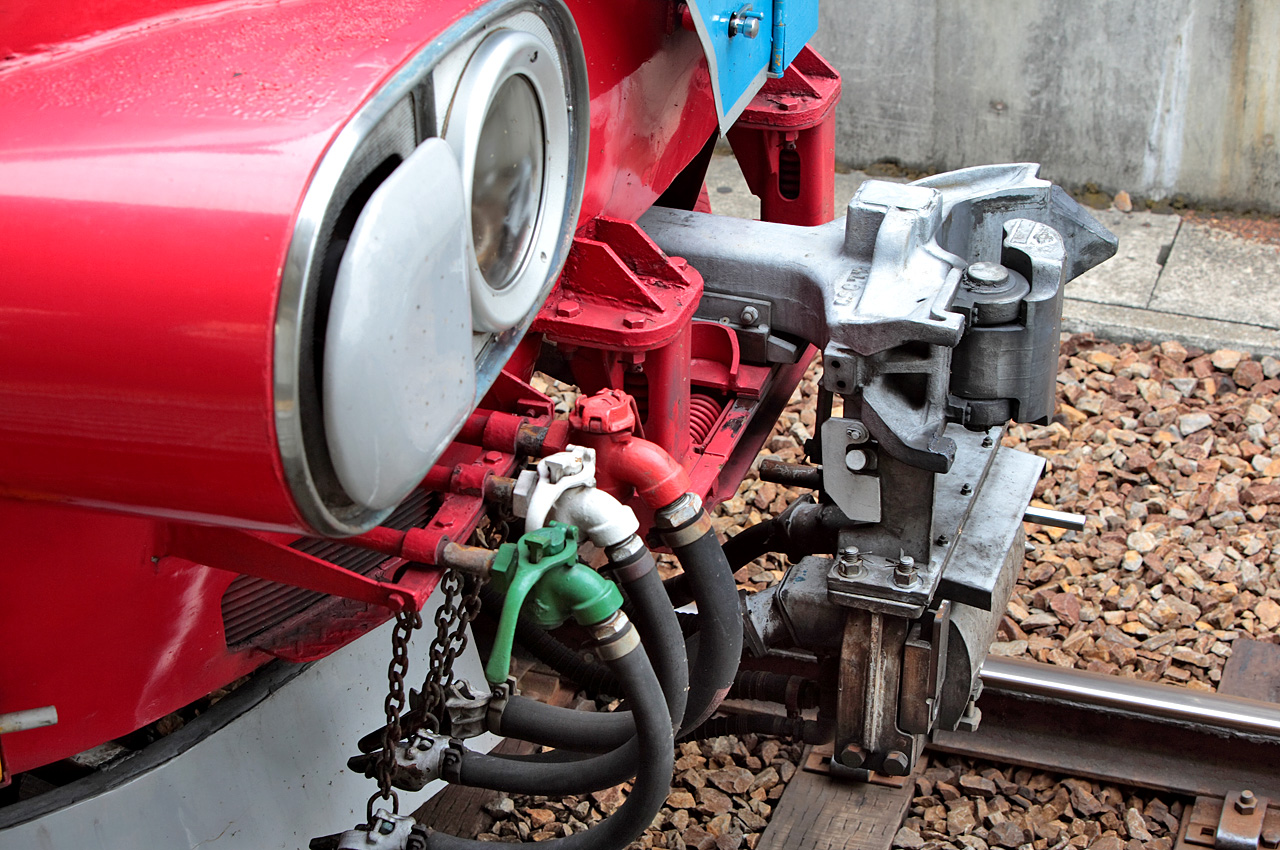
同M式自動解結装置付き密着自動連結器 非連結時
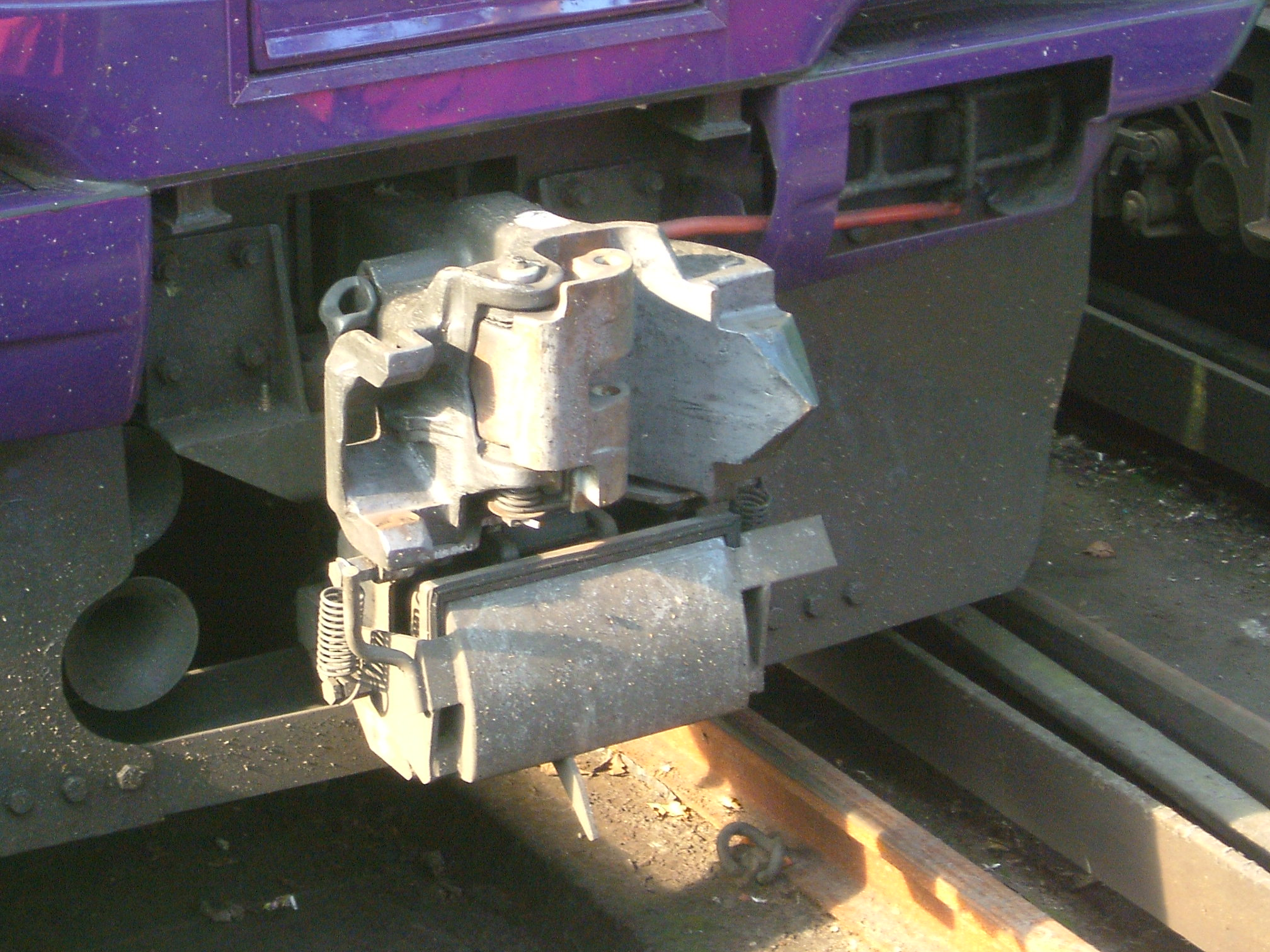
電気連結器付密着自動連結器 イギリス Class319
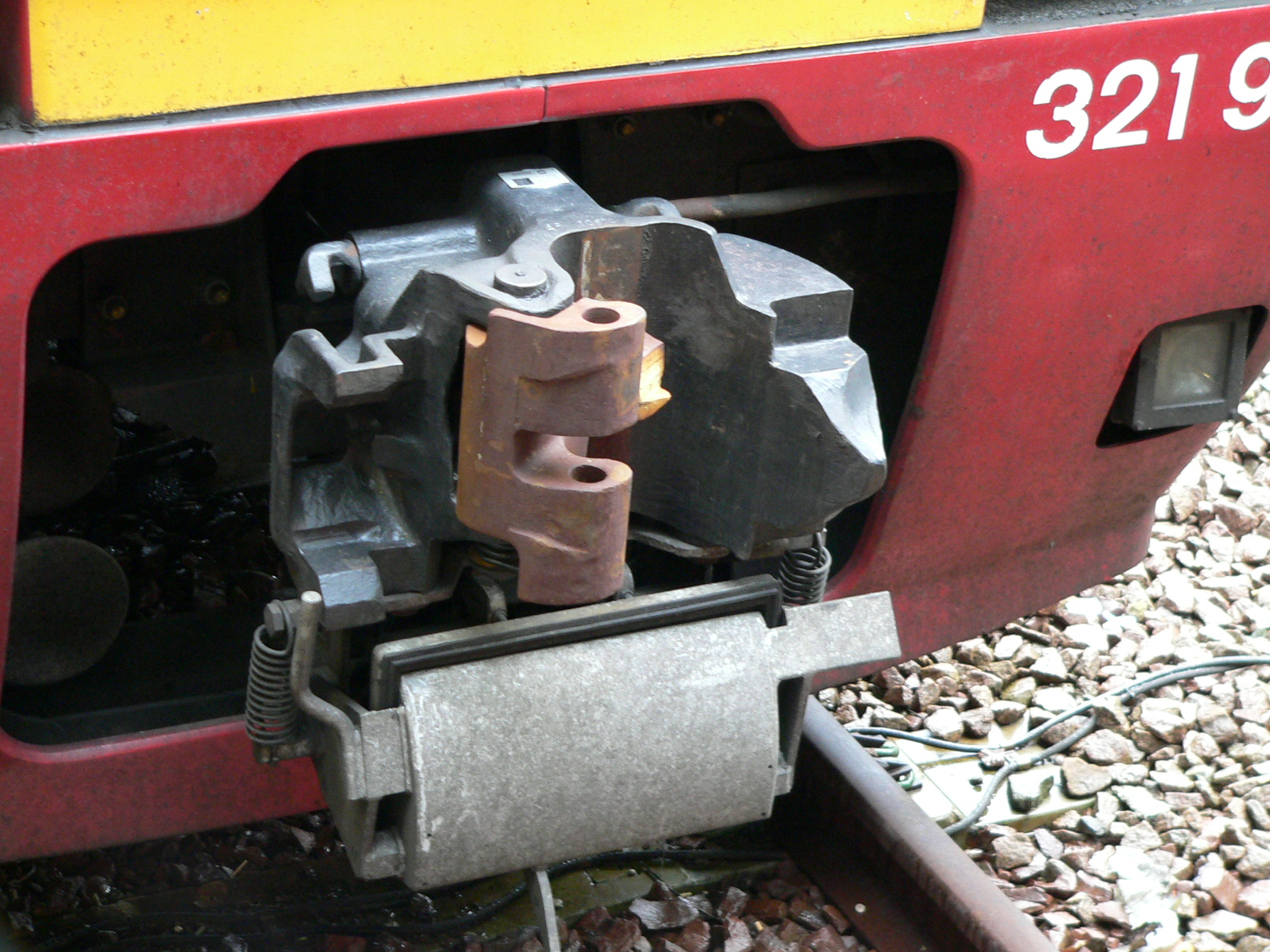
電気連結器付密着自動連結器 イギリス Northern-321901
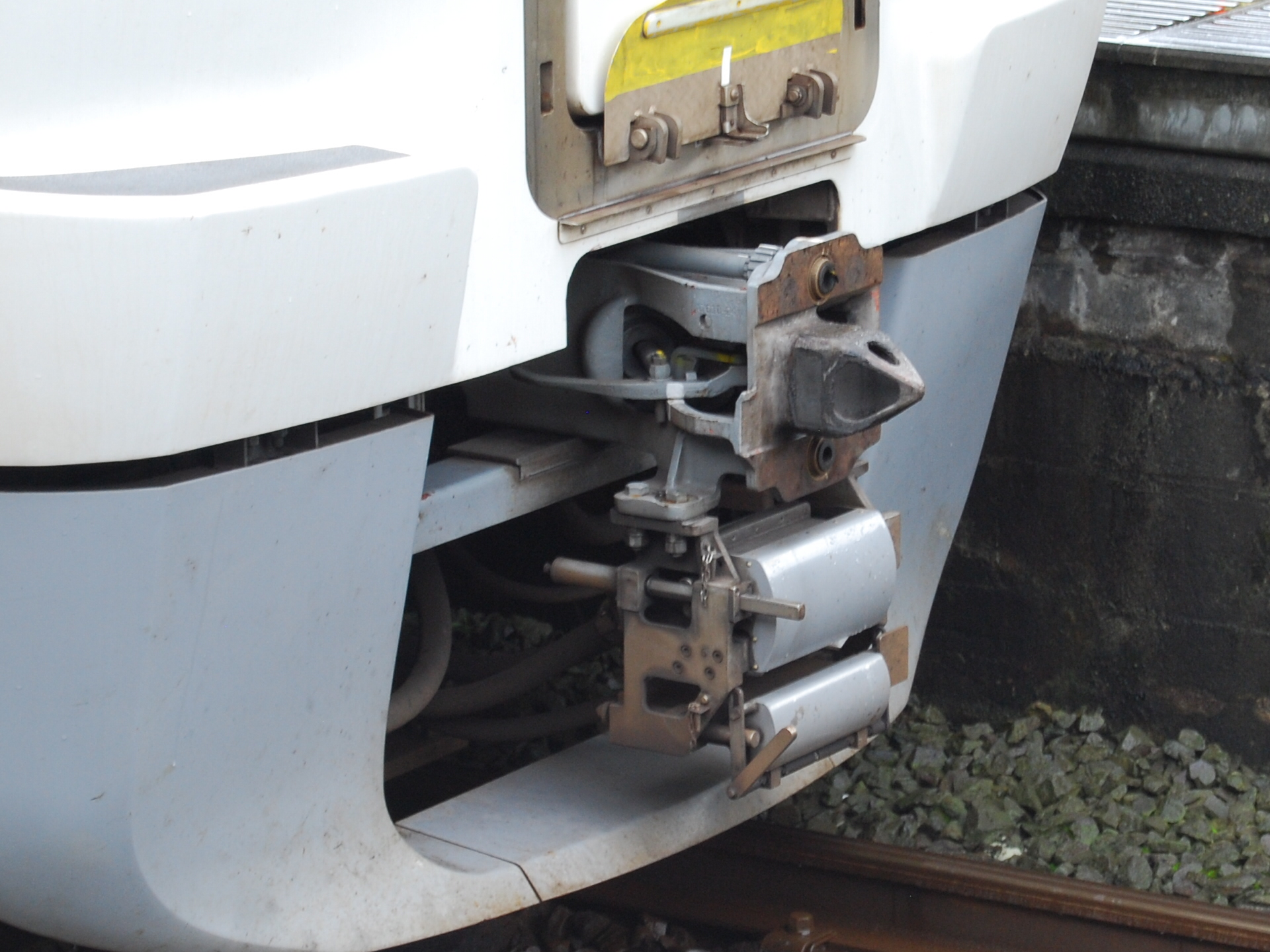
2段式電気連結器付き密着連結器

### 車端ダンパ

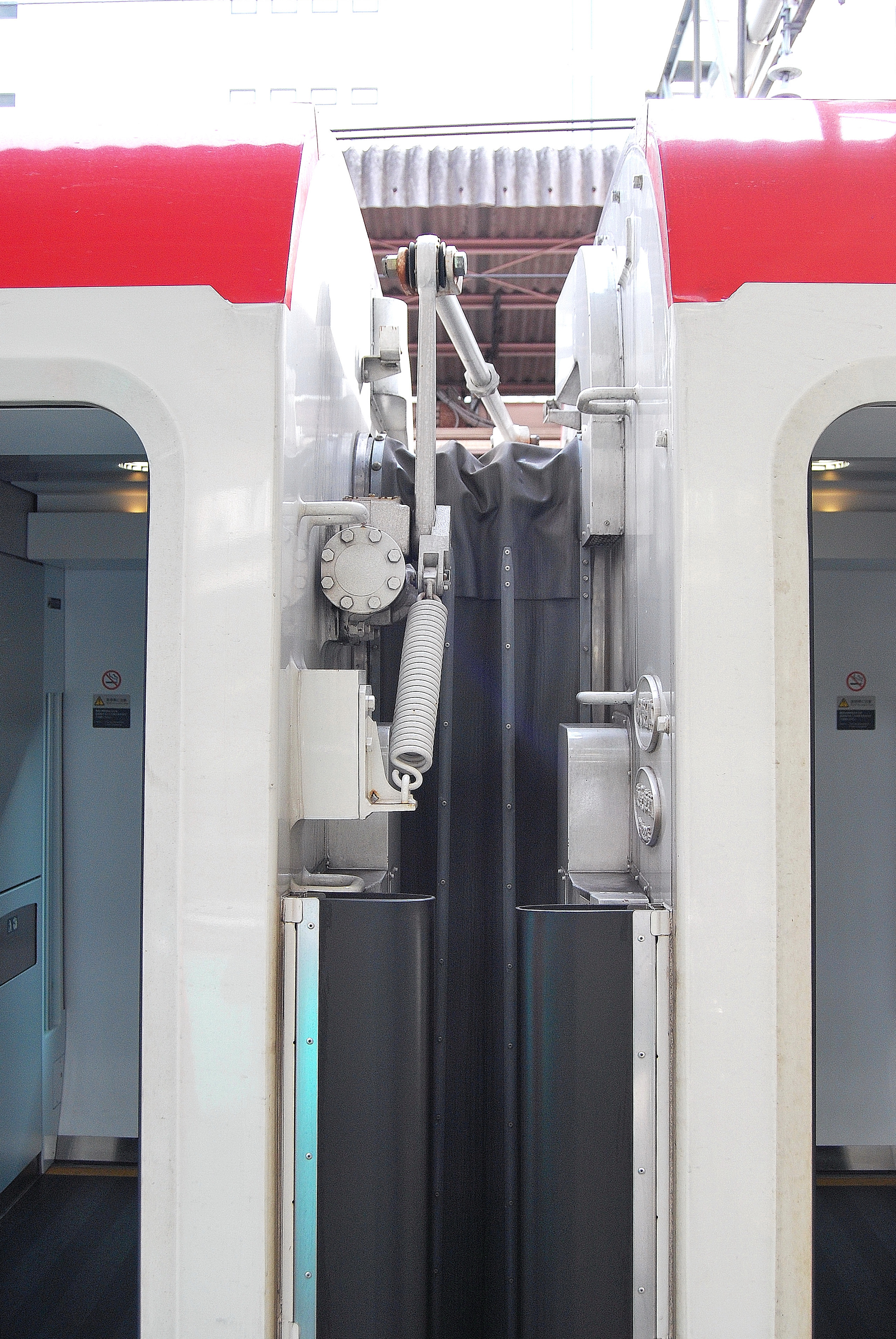
車端ダンパ（E259系）

連結機に内蔵された緩衝装置や車端バッファーが遊間衝動を吸収するのに対し、車端ダンパ/ダンパーは車体のローリングを抑える減衰器である。国鉄では1958年（昭和33年）に登場した高速車両（20系客車・20系電車）から採用された。オイルダンパー（油圧式ダンパー）本体は車両の妻面上部に取り付けられる。また、直流形電車は向かって右側・交直流電車は向かって左側に取り付けられる。隣合う車両を高い位置で結ぶことで、ロール方向の不要な揺れが抑えられ、乗り心地が改善される。
自動車のカンチレバー式ショックアブソーバーと同じ構造で、ダンパボディーからは左右に動くアームが上方向に出ている。アームに外力が加わると、それにつながったダンパ内部のピストンによって油が移動し、その油がオリフィス（絞り弁）を通過する際に発生する抵抗で減衰力が発生する。隣の車両のダンパとは、貫通幌の上部の連結棒で結ばれているが、ダンパアームの回転面に対し斜めにつながれているため、アームには抵抗となるレール方向（前後方向）の力も若干発生する。

### 車体間ヨーダンパ

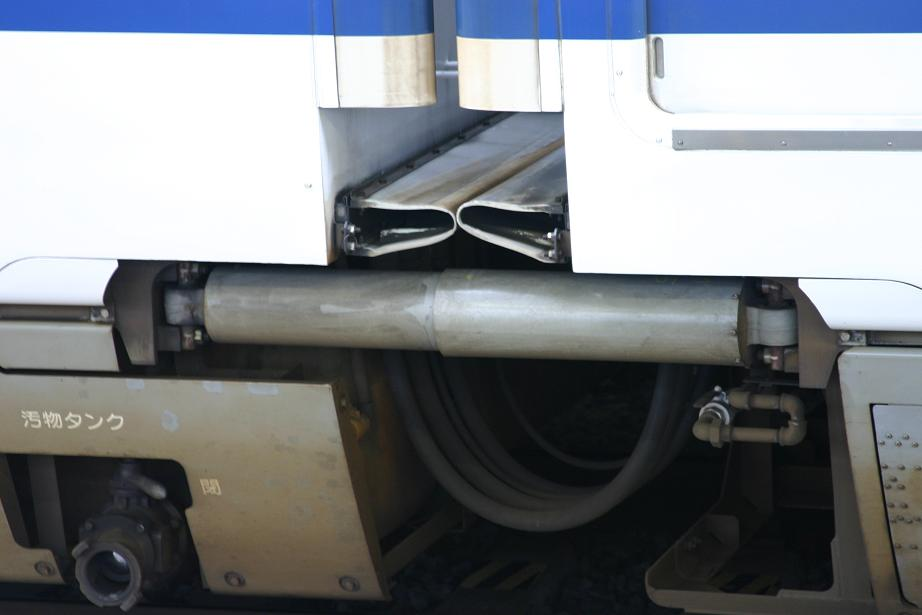
車体間ヨーダンパ（700系）

車体間緩衝装置の一種で、車端ダンパ（ロールダンパ）が枕木方向に作用するのに対し、ヨーダンパはレール方向に作用する。
車両連結面の左右に、車体前後の中心線に平行（レール方向）に装着される。隣合う車両ごとの自由な動きを抑え、連結器の脇に配することで、若干の曲線通過性能は犠牲にするかわりに、特にヨーイング（蛇行）の吸収に効果があり、高速時の車体安定性と乗り心地に寄与する。

## 自動連結器化

### 日本

#### 背景
日本では19世紀の鉄道開業時にイギリスの技術を導入したことにより、ねじ連結器が明治から大正末期まで標準として使用されていた。ただし北海道のみはアメリカからの技術供与を受けて鉄道が発展したため、当初からシャロン式やアライアンス式、あるいはクライマックス式といったアメリカ製の自動連結器を多数採用しており、一部存在したねじ式連結器装備車も1909年（明治42年）までに自動連結器化されている。
ねじ式連結器は、連結・解放作業に手間と時間がかかった。また、狭い場所での作業となることや、車両が転動することにより、連結手が圧死・轢死するなど、死傷事故が多発した。特に狭軌の日本の鉄道においてはバッファー間隔が狭く、非常時の逃げ場がないことが死傷事故の被害を拡大した。1916年（大正5年）ごろの調査でも年間527名の死傷者が出て、かつそのほとんどが死亡であったという。加えて連結器の強度が低く、良質の材料によるフック・リンクを用いても重量級列車の編成には制約がつきまとい、列車の輸送量を増やす妨げともなっていた。さらに上述のような複式連結を用いていたため一方に螺旋、他方に連環連結器が向かい合わせでないと連結できないが、車両の運用経過によって同じ連結器が向かい合った場合には連結ができなくなり、車両を転向するか連結器の付替をしなければならず大変な手間がかかった。1916年の調査でも連結器の付替が月間平均93530件にのぼっている。また、ねじ式連結器は自動連結器と比べて勾配に弱く、塩狩峠では峠の頂上付近で客車の連結が外れて暴走する事故が起き、死者を出しているのも理由の1つだとされる。

#### 実施

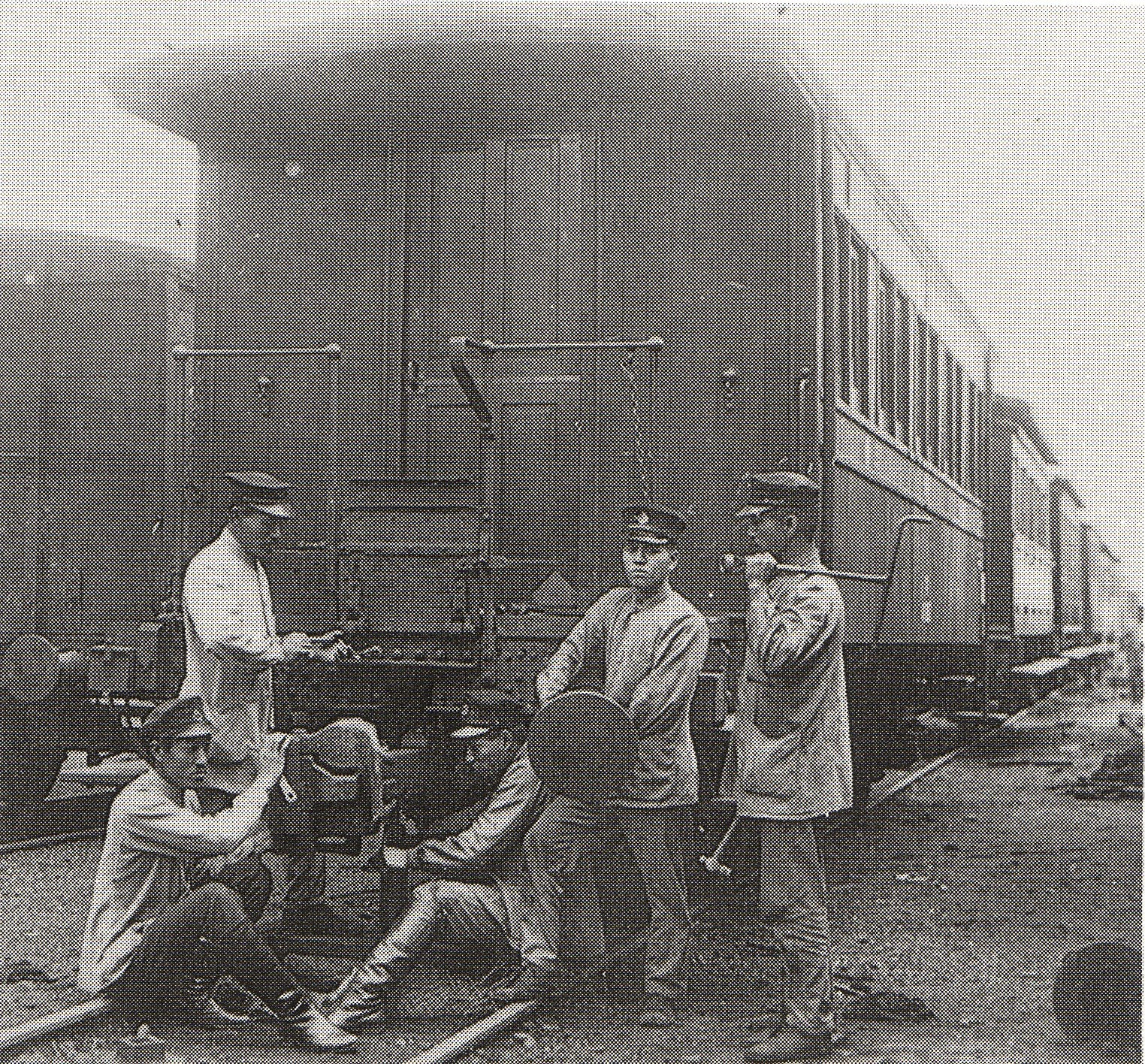
連結器交換作業の様子

これらの問題を克服するため、日本の鉄道院は1919年（大正8年）から全国の機関車・客車・貨車の自動連結器化を計画した。5年に渡って綿密な準備作業や交換練習が重ねられ、作業チーム1組が毎時2両分の連結器交換をできるまでになった。また車両の台枠端部には定期的な修繕の機会を利用して強化改造が施され、全国を常に移動する貨物列車については、前後2個分の自動連結器を台枠下に取り付けた木枠にぶら下げて、全国どこにいても連結器交換が可能な態勢を整えた。この「腰弁当」方式は島安次郎の考案という説、或いは鉄道省車両課客貨車係長の小山磐の考案という説がある。
この時点で自動連結器の国産化は実現しておらず、アメリカから北海道向けに導入済みのシャロン式連結器を追加輸入せねばならなかったが、当時鉄道省車両課長で連結器交換計画にも携わった朝倉希一によれば、後発で営業活動のあったアライアンス式連結器の並行導入を決定したところ、シャロン式の納入価格も競合で下がり、結果的にコストダウンにつながったという。
交換日については、統計上、年間で最も輸送需要が少ない時期が選ばれた。1925年（大正14年）7月初旬から予備車・固定編成車両を中心に交換が始まったが、大多数の車両は特定の一日を一斉交換日とした。本州（一応四国もこの日にある程度は行っている）が主に7月17日、九州が7月20日である。
交換日当日、連結器未交換の機関車・客車はその日の終着駅で交換工事を施した。両数が膨大な貨物列車については、交換日当日に貨物列車を24時間全面運休させるという異例の特別措置が採られた。総動員された鉄道関係者らの手で、夜明けから日没までの間に突貫作業が進められ、ねじ式連結器は一斉に自動連結器に交換された。最も担当車両数が多かった駅は品川駅で、1284両の交換を担った。
この時連結器交換を受けた車両は、機関車が約3200両、客車が約9000両、貨物列車に至っては約46000両に上る。これらの車両が装備する、計10万個以上の連結器を、半月ほどの間に全交換することに成功したのであった。北海道は前述のようにアメリカとの繋がりが強く本州以前から自動連結器を採用していたため、北海道の国鉄線の車両については連結器の取付け高さを本州の車両のそれと同一にする調整（660mmから878mmへ）のみが1924年8月13日 - 8月17日に済まされ、本州の連結器交換によって青函連絡船での車両航送による貨物列車直通が実現した。完全に孤立している四国の国鉄線については一斉交換の対象とせず、1926年（大正15年/昭和元年） - 1927年（昭和2年）まで交換が繰り延べられた。
貨物列車などが省線と直通運転する私鉄各社においても、ほぼ同時にねじ式連結器から自動連結器への交換を実施した社が大多数であるが、小湊鉄道は建設工事の時点（1924年）より自動連結器としており、「貴省（鉄道省）が交換するまで直通運転しない」ことを理由として先行採用し、万一それ以前の直通が発生した場合の為に控車を用意しておくにとどめた。
なお、この自動連結器の強度を確かめるため、国鉄では昭和4年に数両の死重車両（機関車・客車・貨車）の前に5両の状態が悪い貨車（うち1両はすでに廃車）をつけ、D50の5両で約70tの力をかけたところ、全く壊れる気配がなく、貨車を故意に壊すつもりでいったん圧縮を経た後急激に引き出すとどうなるかやった所、目的の貨車ではなく死重に使っていた機関車1台の第2種自動連結器取り付け座のボルト4本中2本が折れて外れ、D50（1台の牽引力は計算上28t）の重連でも2倍以上安全係数が確保できることが判明した。

#### 他国との比較
鉄道省による連結器一斉交換工事は、世界的に見ても非常に大胆な試みであり、牽引力や安全性の向上、省力化や作業時間短縮などのメリットを産んで高く評価されるものである。日本が国外との鉄道直通がない島国であり、なおかつ連結器交換以前に主要幹線鉄道の国有化が済んでいたことが、連結器交換実現の背景にある。日本同様にねじ式連結器→自動連結器の交換をした豪州、旧ソ連では移行期間をかなり長く取っており、インドやイギリスは今もねじ連結器と併用状態である。ヨーロッパ（特に大陸側）では国際列車が多数運行されているため、各国の相互調整が困難であり、ねじ式連結器の弱点を知悉しながら、2017年現在に至るも自動連結器への本格的移行には至っていない。欧州においては日本のような作業手順を採らないことにより連結器強度も日本より強度の高い太いねじの使用が可能なため複式連結はしておらず、作業時間以外の問題点はおおむね回避している。ロシアなどのように自動連結器を用いていてもバッファを併設している例がある。またこのことが、連結器への負担が少ない動力分散方式（電車・気動車）が普及する一端になったともされる。

#### 非国鉄線
多くの非国鉄線車両についても自動連結器化の対象となり、国鉄直通車は国鉄とほぼ同時に交換、その他の車両も1927年ごろまでに交換が行われた。しかし、国鉄線との直通自体がない路線では後年までねじ式連結器を用いた例も少数残存した。国鉄線でも、新宮鉄道買収線で孤立した路線の紀勢中線（現在の紀勢本線の一部）は1940年（昭和15年）の紀勢西線延伸・連絡で孤立が解消されるまで、買収以前からのねじ式連結器を用いていた。
日本の一般営業路線で最も遅くまでねじ式連結器を用いた例は762mm軌間の軽便鉄道であった下津井電鉄で、1990年（平成2年）の同線廃止まで用いられた電車の1両であるモハ1001号は、簡易式連結器（後述）の下部に、開業以来の保線用貨車を牽引するため、ねじ式連結器を併設していた。下津井電鉄では開業の時点で2基のバッファーを備えるねじ式連結器を採用しており、貨物列車については電化後もねじ式のまま全線廃止まで維持された。ただし、同社では連環連結器と螺旋連結器を併用するのが正規の連結手順であったが、路線短縮後は貨物列車の使用が保線用に限られたためもあってか、ほとんどの場合連環連結器のみを使用して螺旋連結器を使用しなかった。また、下津井電鉄は1927年の単端式気動車導入時にピン・リンク式連結器を気動車専用（軽量化の必要から、バッファーが重いねじ式は忌避された）として導入し、さらに1930年代に入り2軸ボギー式大型ガソリンカーを導入した際には簡易式連結器を導入してピン・リンク式連結器を駆逐、これを気動車→電車の標準連結器として路線全廃まで使用している。

### タイ王国

#### 背景
1897年3月26日クルンテープ - アユタヤ間 (71.08km) が開業し、タイ国有鉄道の歴史が始まった。この時採用された連結器は「ねじ式連結器」であった。その後タイ国鉄は急速に発展し、東北線、北線（軌間はいずれも1435mm）と路線を延伸していった。次の幹線である南線（この段階では従来の路線とは、接続されておらず又、その計画も無い独立路線であった。南線の軌間は1000mmで建設されており、従って車両も相互の行き来がなかった上、したくても軌間が違う為不可能であった。）が 1903年6月19日に開業した。この線で採用された連結器は「ABC式（フック式）連結器」であり、タイ国鉄は2種類の連結器と2種類の軌間を使用していくことになる。その後1920年から10年がかりで、1000mm軌間への統一化工事が行なわれ、この際「ねじ式連結器」もすべて「ABC式連結器」に変更された。また南線と北線が1927年に、チャオプラヤー川に掛けられたラーマ6世橋によって結ばれた（軌間及び連結器の統一化が、大いに寄与することになった）。以上の経緯よりタイ国鉄の車両はすべて「ABC式連結器」、1000mm軌間となったが欠点が無かったわけではなかった。
- 連結や解放の際には、フックを上げ下ろししなければならない。（作業者が車両間に入る為危険度が高い）
- 走行時の振動等でフックが外れ、列車分離が発生する事がある。
- 連結器の強度上の問題により、牽引定数が少ない（300t程度、2軸貨車で15両程）。この為山間部では列車を分割し登って行く。

以上の諸問題解決の為自動連結器化が採択された。

#### 実施
これらの弊害を克服するため、1957年末より路線毎に車歴30年未満の車両、合計5745両に対して並形自動連結器への交換が実施された。実施に当たり、日本の実績を参考にするため国鉄技師を日本で学ばせた。路線は北線、東北線、南線の順に行われ1960年に約3年がかりの自動連結器交換作業が完了した。
結局タイでの連結器交換は、「ねじ式連結器」から「ABC式連結器」、「並形自動連結器」へと2回の交換が行われ今日に至っている。
尚タイ国鉄は、西日本旅客鉄道（JR西日本）より鉄道車両（キハ58系、12系、14系、24系）の譲渡を受け軌間変更の改造は行う必要があったが、連結器そのものは交換することなく使用されている。